# Aimargues
Aimargues (/ɛ.maʁg/) est une commune française située dans le département du Gard, en région Occitanie. Elle fait partie de la Petite Camargue.
Exposée à un climat méditerranéen, elle est drainée par le Vidourle, la Cubelle, le Rhony et par un autre cours d'eau. Incluse dans la Camargue (delta du Rhône), la commune possède un patrimoine naturel remarquable : deux sites Natura 2000 (« le Vidourle » et la « Petite Camargue »), un espace protégé (les « Costières de Nimes ») et trois zones naturelles d'intérêt écologique, faunistique et floristique.
Aimargues est une commune urbaine qui compte 5 806 habitants en 2022, après avoir connu une forte hausse de la population depuis 1962. Elle est dans l'unité urbaine d'Aimargues et fait partie de l'aire d'attraction de Montpellier. Ses habitants sont appelés les Aimarguois.
Le patrimoine architectural de la commune comprend deux immeubles protégés au titre des monuments historiques : les stèles funéraires antiques, classées en 1978, et le château de Teillan, inscrit en 1995.

## Géographie

### Localisation
Aimargues se situe entre Nîmes (24 km) et Montpellier (40 km), à 20 km des plages du Languedoc.

### Hydrographie et relief
Située en basse vallée du Vidourle, Aimargues a une altitude très faible. Le point culminant de la commune d'Aimargues est situé à 13 mètres et l'altitude moyenne est de 8 mètres. Quelques rivières et ruisseaux sont situés sur le territoire du village, tels le Razil, le Rhôny, le Poul, la Cubelle ou encore l'Estanion. La commune est composée pour une grande partie de terrains d'alluvions modernes, mais aussi subapennins et du diluvium alpin à l'extrémité nord du territoire et possède un plan d'eau nommé la Ginouze.

#### Inondations
Un épisode cévenol a conduit à la désastreuse crue du Vidourle le 9 septembre 2002 qui a inondé 85 % de la surface de la commune, 90 % des foyers, et fait des dégâts matériels et humains extrêmement importants. Le 3 décembre, une nouvelle crue a lieu, donnant à Aimargues l'« aspect d'une ville en guerre ».
En 2005, Nancy Meschinet de Richemond et Freddy Vinet notent dans le Bulletin de l'Association de géographes français, que la municipalité d'Aimargues avait « favorisé l'occupation de zones inondables par des lotissements ou des entreprises [...] sans [...] vision à long terme ».
Dix ans après, aucun aménagement majeur n'est encore réalisé. Une association, Aimargues prévention et protection des inondations (APPI), dirigée par Bernard Jullien, réclame des travaux aux pouvoirs publics, notamment la restauration des 5,5 kilomètres de digue existants, construits par Henri Pitot, et la construction d'une digue de second rang. Des aménagements voient pourtant le jour à Gallargues-le-Montueux, Lunel, Marsillargues et Saint-Laurent-d'Aigouze, faisant, pour Jullien, des Aimarguois les « grands oubliés ». L'APPI interpelle régulièrement les « décideurs » politiques. Jullien, le maire Jean-Paul Franc et le député Étienne Mourrut sont reçus par Nathalie Kosciusko-Morizet en juillet 2011,. La municipalité s'oppose encore au PPRI, « risqu[ant] d'être mis en place sans qu'aucune protection du village n'ait été réalisé » selon le maire, lequel pointe du doigt le Syndicat d'aménagement du Vidourle (SIAV) et estime « anormal d'avoir repoussé [...] la réalisation de [la] digue ».
Les travaux débutent finalement en 2014.

### Climat
Pour des articles plus généraux, voir Climat de l'Occitanie et Climat du Gard.
En 2010, le climat de la commune est de type climat méditerranéen franc, selon une étude s'appuyant sur une série de données couvrant la période 1971-2000. En 2020, Météo-France publie une typologie des climats de la France métropolitaine dans laquelle la commune est exposée à un climat méditerranéen et est dans la région climatique Provence, Languedoc-Roussillon, caractérisée par une pluviométrie faible en été, un très bon ensoleillement (2 600 h/an), un été chaud (21,5 °C), un air très sec en été, sec en toutes saisons, des vents forts (fréquence de 40 à 50 % de vents > 5 m/s) et peu de brouillards.
Pour la période 1971-2000, la température annuelle moyenne est de 14,5 °C, avec  une amplitude thermique annuelle de 16,7 °C. Le cumul annuel moyen de précipitations est de 674 mm, avec 5,9 jours de précipitations en janvier et 2,6 jours en juillet. Pour la période 1991-2020, la température moyenne annuelle observée sur la station météorologique la plus proche, située à Gallargues-le-Montueux à 5 km à vol d'oiseau, est de 15,5 °C et le cumul annuel moyen de précipitations est de 674,8 mm,. Pour l'avenir, les paramètres climatiques de la commune estimés pour 2050 selon différents scénarios d’émission de gaz à effet de serre sont consultables sur un site dédié publié par Météo-France en novembre 2022.

### Voies de communication et transports

#### Axes ferroviaires
La gare d'Aimargues n'est plus aujourd'hui qu'un simple arrêt du train en partance du Grau-du-Roi et abrite quelques logements.

#### Axes routiers
Aimargues est traversée par la Route des plages, aussi appelée quatre-voies. La commune comporte aussi de nombreuses routes et chemins vicinaux. Une entrée d'autoroute de l'A9 est située également.

#### Transports en commun
La commune est desservie par les bus de la ligne C32 (Nîmes-Le Grau-du-Roi / La Grande-Motte) du service de transport départemental, Edgard.

### Milieux naturels et biodiversité

#### Espaces protégés
La protection réglementaire est le mode d’intervention le plus fort pour préserver des espaces naturels remarquables et leur biodiversité associée,.
La commune fait partie de la Camargue (delta du Rhône), réserve de biosphère, zone de transition, d'une superficie de 140 324,2 ha
Un  autre espace protégé est présent dans la commune : 
les « Costières de Nimes », un terrain acquis (ou assimilé) par un conservatoire d'espaces naturels, d'une superficie de 2 027 ha.

#### Réseau Natura 2000

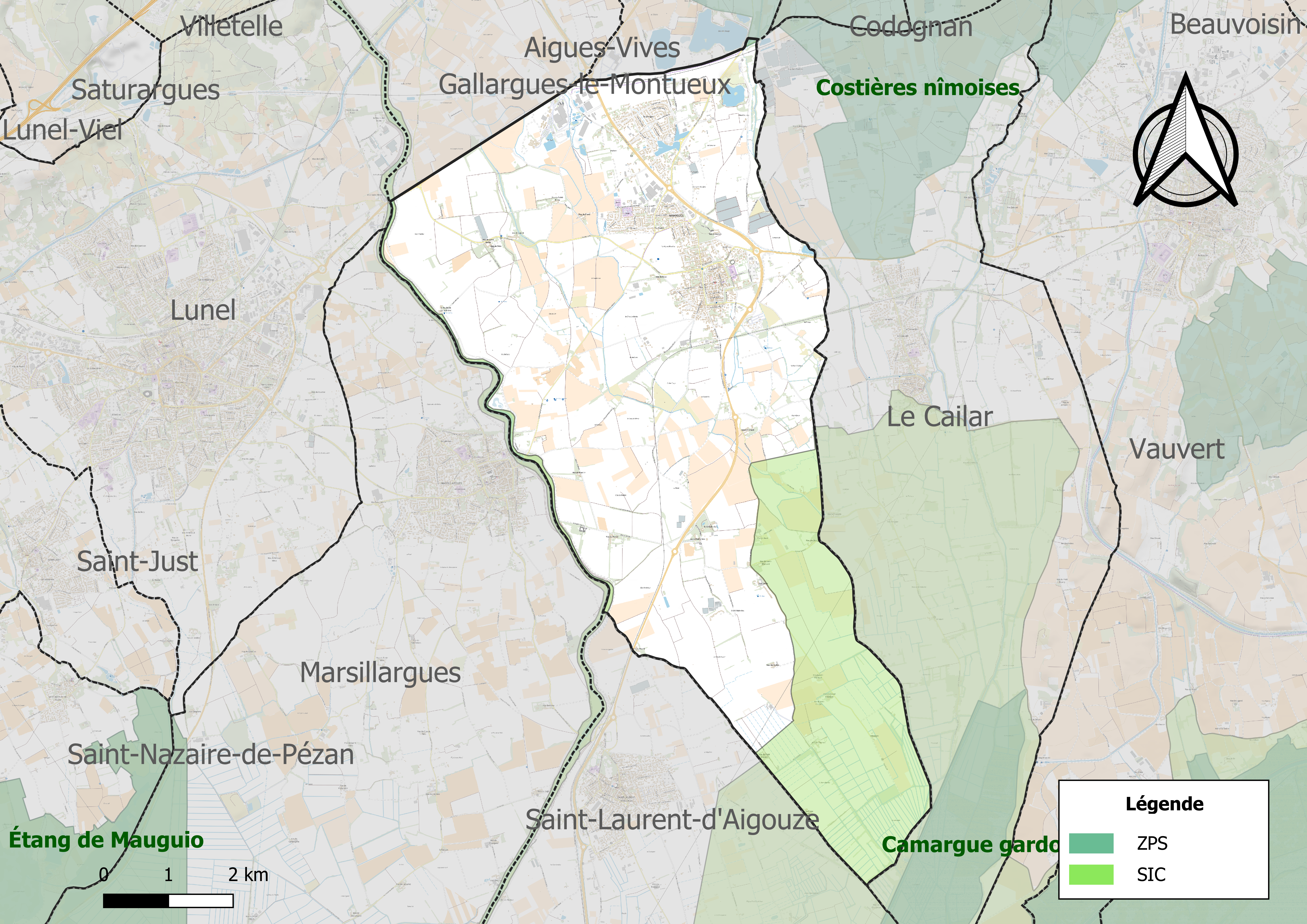
Sites Natura 2000 sur le territoire communal.

Le réseau Natura 2000 est un réseau écologique européen de sites naturels d'intérêt écologique élaboré à partir des directives habitats et oiseaux, constitué de zones spéciales de conservation (ZSC) et de zones de protection spéciale (ZPS).
Deux sites Natura 2000 ont été définis dans la commune au titre de la directive habitats :
- la « petite Camargue », d'une superficie de 34 412 ha, une grande zone humide littorale indissociable de la Camargue provençale. Il comprend deux ensembles très intéressants : d'une part une zone laguno-marine avec un important massif dunaire actif avec de nombreuses dunes vives et fixées dont certaines boisées (Genévriers et Pins pignons) et d'autre part une zone fluvio-lacustre constituée de marais et d'étangs doux à saumâtres[24] ;
- « le Vidourle », d'une superficie de 209 ha, présentant un intérêt biologique tout particulier au regard de l'existence d'espèces aquatiques et palustres remarquables et singulières par rapport à d'autres cours d'eau de la région. Le Gomphe de Graslin, libellule d'intérêt communautaire, justifie notamment l'inscription du Vidourle au réseau Natura 2000[25].

#### Zones naturelles d'intérêt écologique, faunistique et floristique
L’inventaire des zones naturelles d'intérêt écologique, faunistique et floristique (ZNIEFF) a pour objectif de réaliser une couverture des zones les plus intéressantes sur le plan écologique, essentiellement dans la perspective d’améliorer la connaissance du patrimoine naturel national et de fournir aux différents décideurs un outil d’aide à la prise en compte de l’environnement dans l’aménagement du territoire.
Une ZNIEFF de type 1 est recensée dans la commune :
la « plaine et marais du Vieux Vistre » (866 ha), couvrant 3 communes du département et deux ZNIEFF de type 2, : 
- le « Camargue gardoise » (42 422 ha), couvrant 12 communes dont 11 dans le Gard et 1 dans l'Hérault[28] ;
- la « vallée du Vidourle de Sauve aux étangs » (691 ha), couvrant 21 communes dont 16 dans le Gard et 5 dans l'Hérault[29].

Carte des ZNIEFF de type 1 et 2 à Aimargues.
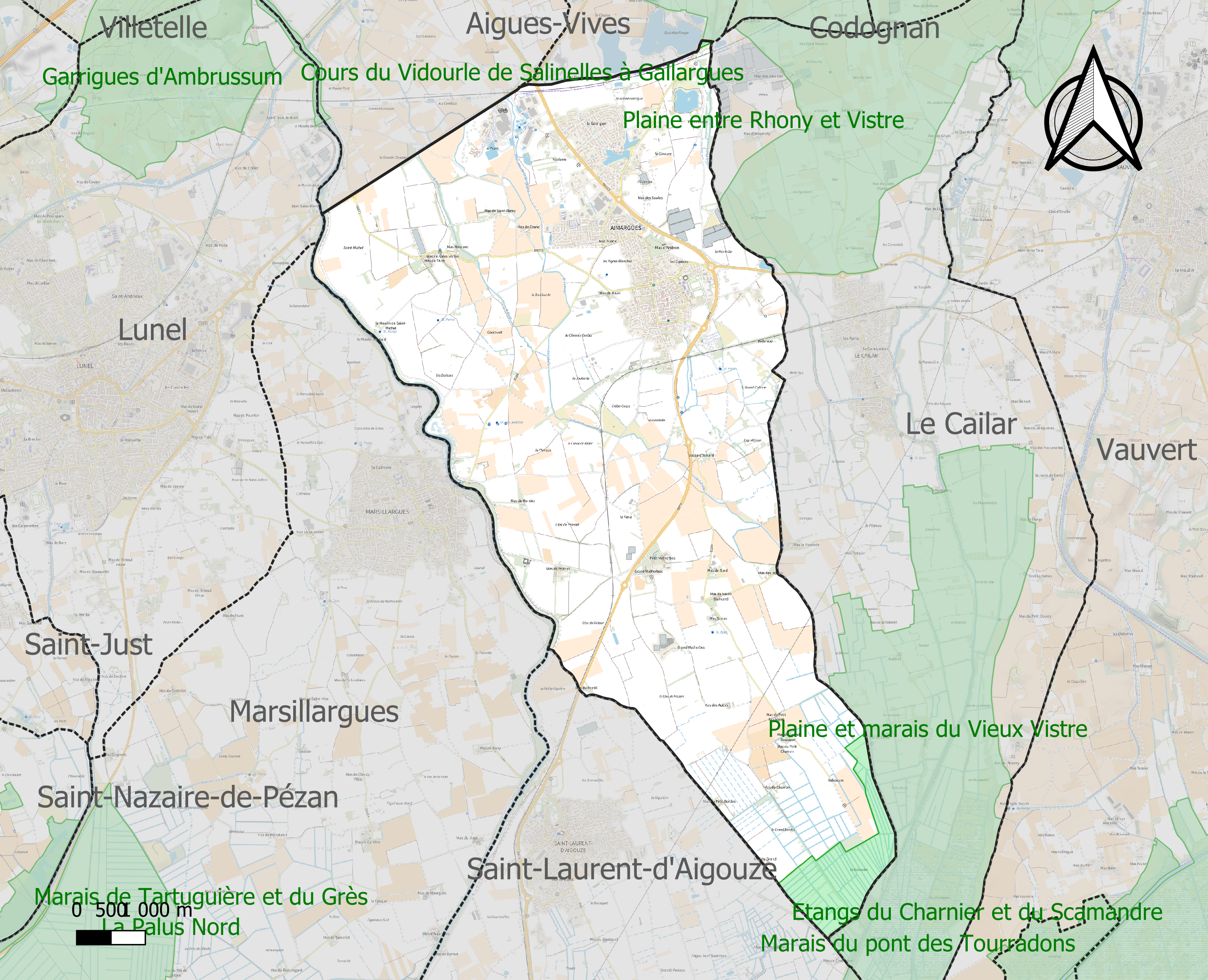
Carte de la ZNIEFF de type 1 sur le territoire de la commune.
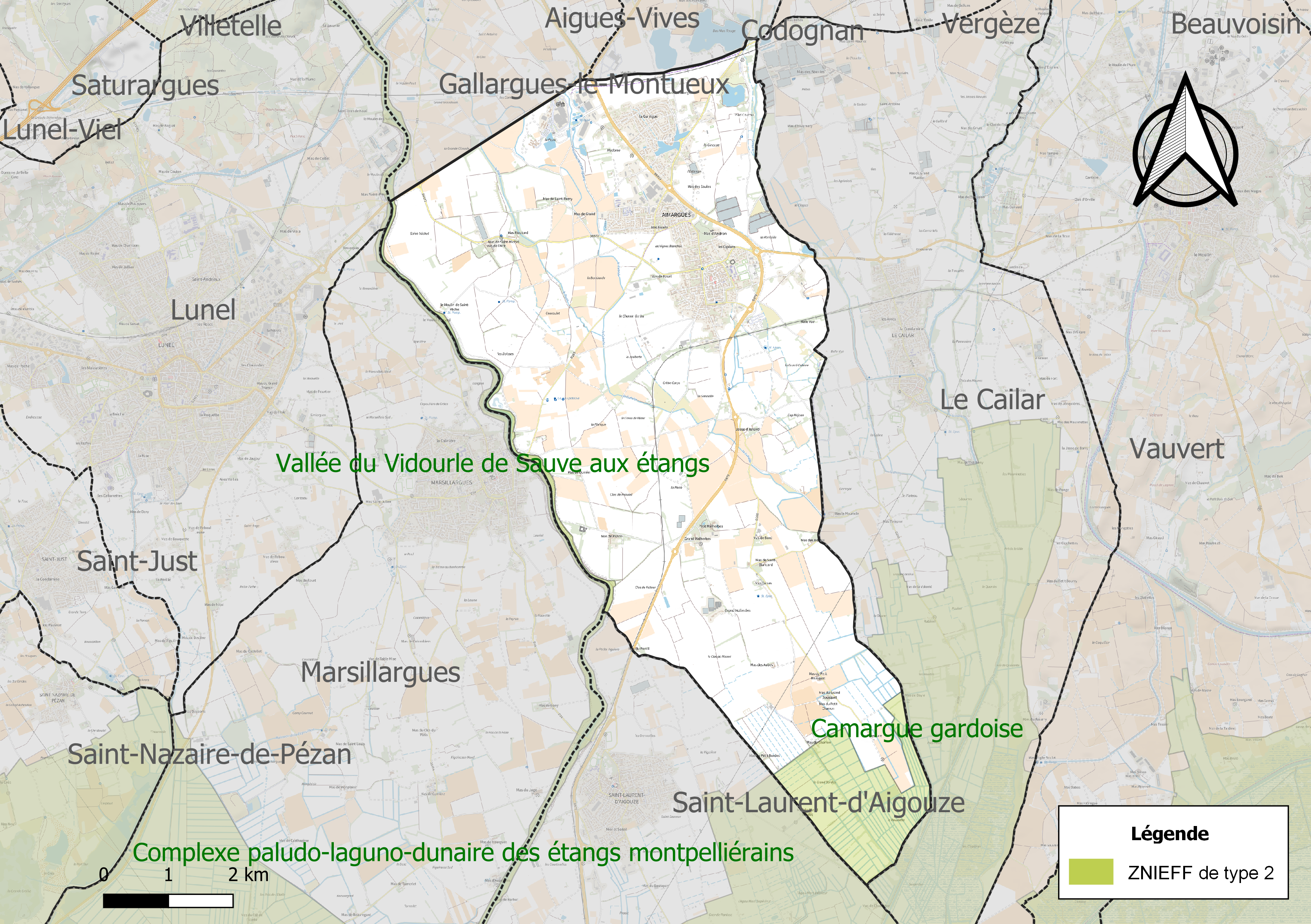
Carte des ZNIEFF de type 2 sur le territoire de la commune.

## Urbanisme

### Typologie
Au 1er janvier 2024, Aimargues est catégorisée petite ville, selon la nouvelle grille communale de densité à sept niveaux définie par l'Insee en 2022.
Elle appartient à l'unité urbaine d'Aimargues, une unité urbaine monocommunale constituant une ville isolée,. Par ailleurs la commune fait partie de l'aire d'attraction de Montpellier, dont elle est une commune de la couronne,. Cette aire, qui regroupe 161 communes, est catégorisée dans les aires de 700 000 habitants ou plus (hors Paris),.

### Occupation des sols
L'occupation des sols de la commune, telle qu'elle ressort de la base de données européenne d’occupation biophysique des sols Corine Land Cover (CLC), est marquée par l'importance des territoires agricoles (90,6 % en 2018), en diminution par rapport à 1990 (94,4 %). La répartition détaillée en 2018 est la suivante : 
zones agricoles hétérogènes (35,8 %), terres arables (33,1 %), cultures permanentes (19,1 %), zones urbanisées (7,5 %), prairies (2,7 %), zones industrielles ou commerciales et réseaux de communication (1,8 %), mines, décharges et chantiers (0,1 %). L'évolution de l’occupation des sols de la commune et de ses infrastructures peut être observée sur les différentes représentations cartographiques du territoire : la carte de Cassini (XVIIIe siècle), la carte d'état-major (1820-1866) et les cartes ou photos aériennes de l'IGN pour la période actuelle (1950 à aujourd'hui).

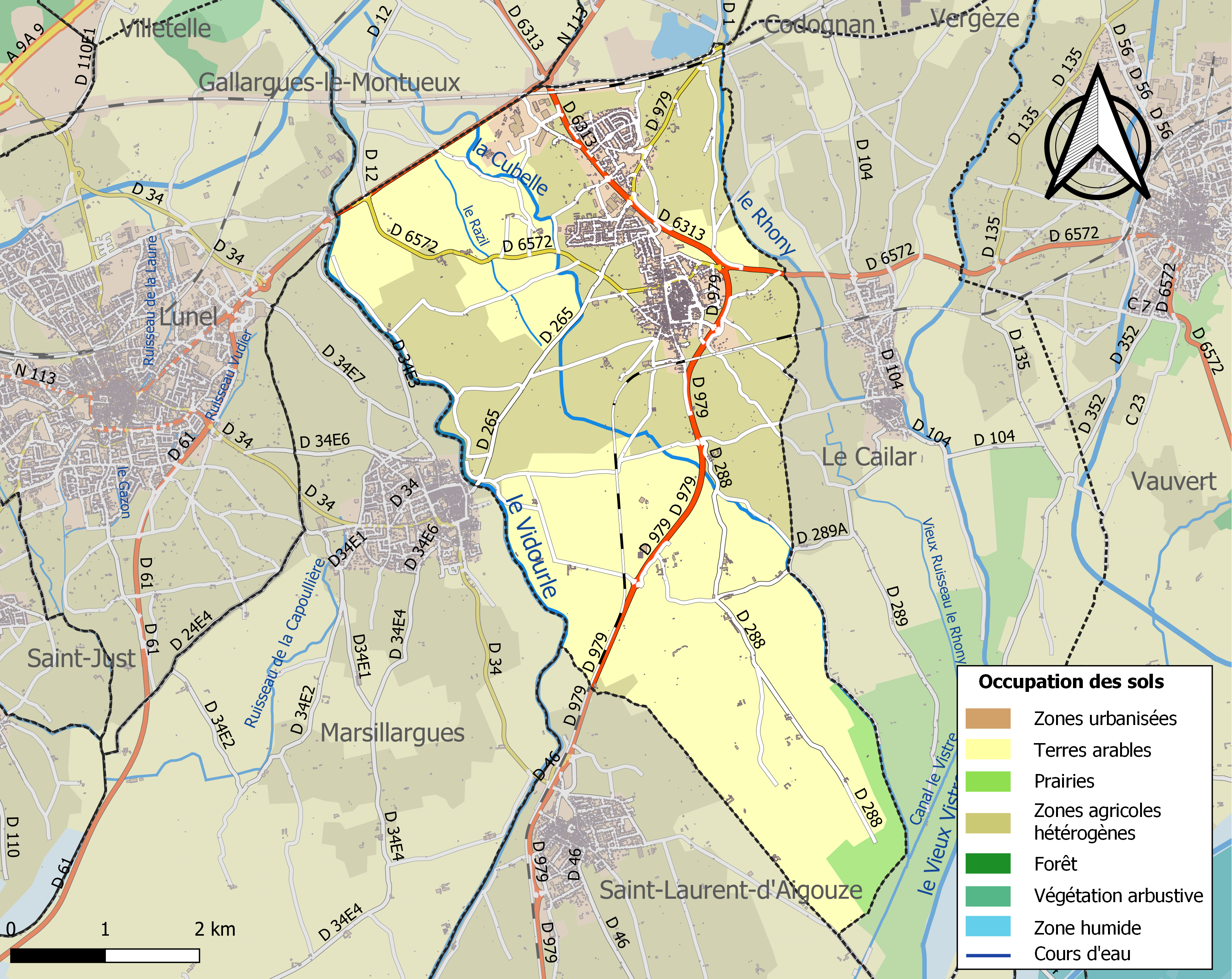
Carte des infrastructures et de l'occupation des sols de la commune en 2018 (CLC).

### Risques majeurs
Le territoire de la commune d'Aimargues est vulnérable à différents aléas naturels : météorologiques (tempête, orage, neige, grand froid, canicule ou sécheresse), inondations, feux de forêts et séisme (sismicité très faible). Il est également exposé à deux risques technologiques, le transport de matières dangereuses et la rupture d'un barrage. Un site publié par le BRGM permet d'évaluer simplement et rapidement les risques d'un bien localisé soit par son adresse soit par le numéro de sa parcelle.

#### Risques naturels
La commune fait partie du territoire à risques importants d'inondation (TRI) de Montpellier/Lunel/Maugio/Palavas, regroupant 49 communes du bassin de vie de l'Montpellier et s'étendant sur les départements de  l'Hérault et du Gard, un des 31 TRI qui ont été arrêtés fin 2012 sur le bassin Rhône-Méditerranée, retenu au regard des risques de submersions marines et de débordements du Vistre, du Vidourle, du Lez et de la Mosson. Parmi les derniers événements significatifs qui ont touché le territoire, peuvent être citées les crues de septembre 2002 et de septembre 2003 (Vidourle) et les tempêtes de novembre 1982 et décembre 1997 qui ont touché le littoral. Des cartes des surfaces inondables ont été établies pour trois scénarios : fréquent (crue de temps de retour de 10 ans à 30 ans), moyen (temps de retour de 100 ans à 300 ans) et extrême (temps de retour de l'ordre de 1 000 ans, qui met en défaut tout système de protection),. La commune a été reconnue en état de catastrophe naturelle au titre des dommages causés par les inondations et coulées de boue survenues en 1982, 1987, 1988, 1991, 1994, 1995, 2002, 2003, 2005, 2014, 2018 et 2021 et au titre des inondations par remontée de nappe en 2003,.

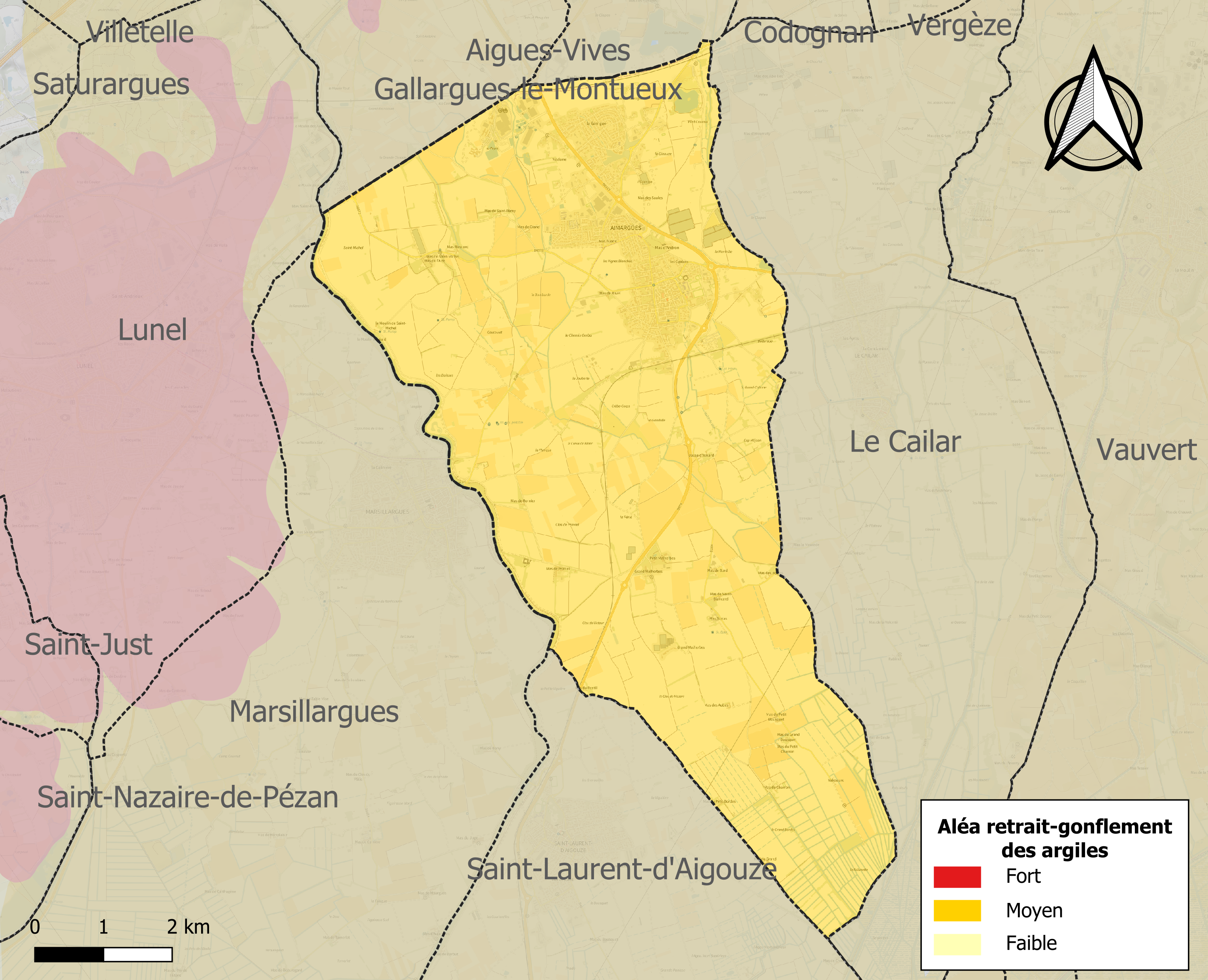
Carte des zones d'aléa retrait-gonflement des sols argileux d'Aimargues.

Le retrait-gonflement des sols argileux est susceptible d'engendrer des dommages importants aux bâtiments en cas d’alternance de périodes de sécheresse et de pluie. La totalité de la commune est en aléa moyen ou fort (67,5 % au niveau départemental et 48,5 % au niveau national). Sur les 2 141 bâtiments dénombrés dans la commune en 2019, 2141 sont en aléa moyen ou fort, soit 100 %, à comparer aux 90 % au niveau départemental et 54 % au niveau national. Une cartographie de l'exposition du territoire national au retrait gonflement des sols argileux est disponible sur le site du BRGM,.
Par ailleurs, afin de mieux appréhender le risque d’affaissement de terrain, l'inventaire national des cavités souterraines permet de localiser celles situées dans la commune.

#### Risques technologiques
Le risque de transport de matières dangereuses dans la commune est lié à sa traversée par des infrastructures routières ou ferroviaires importantes ou la présence d'une canalisation de transport d'hydrocarbures. Un accident se produisant sur de telles infrastructures est en effet susceptible d’avoir des effets graves au bâti ou aux personnes jusqu’à 350 m, selon la nature du matériau transporté. Des dispositions d’urbanisme peuvent être préconisées en conséquence.
La commune est en outre située en aval des barrages de Sainte-Croix et de Serre-Ponçon, deux ouvrages de classe A. À ce titre elle est susceptible d’être touchée par l’onde de submersion consécutive à la rupture d'un de ces ouvrages.

## Toponymie

### Attestation du nom
| Année                                                      | Nom                       | Document                                                                                                   |
| ---------------------------------------------------------- | ------------------------- | --- |
| 813                                                        | Armasanica, in Littoraria | Dom J. Mabillon et dom L. d'Achery, Acta Sanctorum ordinis S. Benedicti, 1668                              |
| 931                                                        | Armacianicus              | Cartulaire du chapitre cathédral de Notre-Dame de Nîmes                                                    |
| 944                                                        | Villa Armacianicus        | Cartulaire du chapitre cathédral de Notre-Dame de Nîmes                                                    |
| 961                                                        | Armacianicus              | Cartulaire du chapitre cathédral de Notre-Dame de Nîmes                                                    |
| 965                                                        | Villa Armatianicus        | Cartulaire du chapitre cathédral de Notre-Dame de Nîmes                                                    |
| 1007                                                       | Armacianicus              | Cartulaire du chapitre cathédral de Notre-Dame de Nîmes                                                    |
| 1015                                                       | Villa Armacianicus        | Cartulaire du chapitre cathédral de Notre-Dame de Nîmes                                                    |
| 1031                                                       | Villa Armacianicus        | Cartulaire du chapitre cathédral de Notre-Dame de Nîmes                                                    |
| 1080                                                       | Mansus de Armadanicis     | Cartulaire du chapitre cathédral de Notre-Dame de Nîmes                                                    |
| 1102                                                       | Armadanicæ, Armasanicæ    | Cartulaire de l'abbaye de Psalmodie                                                                        |
| 1145                                                       | Armadanicæ                | Histoire de Languedoc                                                                                      |
| 1256                                                       | Armasanicæ                | Léon Ménard, notes manuscrites I                                                                           |
| 1384                                                       | Armasanicæ                | Dénombrement de la sénéchaussée                                                                            |
| 1435                                                       | Armargues                 | Léon Ménard, notes manuscrites III                                                                         |
| 1447                                                       | Emargues                  | Léon Ménard, notes manuscrites III                                                                         |
| 1462                                                       | Locus Armazanicarum       | Registre-copie de lettres royaux de la sénéchaussée de Beaucaire et de Nîmes, pour les années 1461 et 1462 |
| 1572                                                       | Eymargues                 | Ursy, notaires de Nîmes, XVIe et XVIIe siècles                                                             |
| Source : Dictionnaire topographique du département du Gard |                           | |

### Étymologie
Provençal Eimargue, languedocien Aimargue, du roman Aimargues, Aymargues, Emargues, Armargues, Margues, Armasanegues, du bas latin Armadanicae, Armatianicae, Armatianicus, Armacianicus, Armasanica.
Les habitants sont appelés les Aimarguois, Aimarguoises.

## Histoire

### Moyen Âge
Le nom d’Aimargues dérive d'Armacianicum, une villa du Ve siècle mentionnée pour la première fois en 813 dans le cartulaire de l’abbaye bénédictine de Psalmody. La population se répartit dans les nombreuses autres villæ du territoire : Saint-Sylvestre-de-Teillan, au sud, Saint-Michel-de-Varanègues, à l’ouest, Saint-Gilles-de-Missignac, Saint-Roman-de-Malaspelles, au nord, Saint-Cirice de Margues et surtout Saint-Saturnin de Nodel, à l’est. Le XIIe siècle signe le déclin et la désertion progressive de ces paroisses et voit l'émergence du village d'Aimargues
Missignac connaît un développement important à partir du IXe siècle pour devenir un véritable village, regroupé autour d'une église, au XIe et XIIe siècles. Missignac disparaît à la fin du XIIe siècle ou au plus tard au début du XIIIe siècle, au profit d'Aimargues. L'église subsiste jusqu'au XVIIe siècle, sous le nom de Saint-Gilles-le-Vieux, avant de disparaître à son tour. Des fouilles archéologiques ont permis de retracer l'histoire du site.
Le château d'Aimargues, édifié avant 1185, sous le nom de castrum Armasanicarum, est placé sous la dépendance de la famille d'Uzès. En 1119, le pape Gélase II se rend à Aimargues. Il séjourne au monastère de Teillan dont il consacre l'église. Au cours des années 1160-1190, un grand nombre de castra et de villæ deviennent possessions des templiers dans la basse Vallée du Rhône. C'est le cas d'Aimargues, en 1161, qui joue un rôle important comme centre de recrutement pour le Temple de Saint-Gilles. Les frères Armand de Bordel, Raimon Alazandi et Pons Arimandi étaient originaires d'Aimargues,.
Louis IX, partant pour la croisade en Palestine, fait étape dans la cité avant de s'embarquer au port d'Aigues-Mortes. Son frère Alphonse de Poitiers et sa femme Jeanne y séjournent en mai 1270. Leurs testaments respectifs, en français et en latin, sont datés d'Aimargues. Dès le XIIIe siècle, le castrum et son agglomération sont répertoriés dans le cadre de l'évêché de Nîmes  qui y nomme un archiprêtre. Un recensement de 1328 quantifie 520 feux, soit 2 080 habitants environ. À la suite de la peste noire de 1347-1352, il ne reste 56 ans plus tard que 50 feux lorsque le dénombrement de la sénéchaussée de 1384 est établie, soit 200 habitants environ.
Le français apparaît à Aimargues dans un livre d'imposition en 1474.

### Époque moderne
Aimargues devient chef-lieu d'une viguerie en 1540. En 1565, avec l'érection en duché-pairie de la vicomté d'Uzès par Charles IX, la seigneurie d'Aimargues passe sous la domination de la maison de Crussol et devient le principal fief de la Basse-Vistrenque. Elle est instituée en baronnie en 1632.
En 1595, au cours de son voyage dans le Sud de la France, Thomas Platter le Jeune fait un arrêt à Aimargues.
Les guerres de Religion marque particulièrement le village aux XVIe et XVIIe siècles. En 1579, par la paix de Nérac, Aimargues devient une place de sûreté pour les protestants, et cela jusqu'à l'Édit de Nantes, en 1598. En 1616, le château est démantelé. En 1629, après plusieurs sièges, sur ordre du cardinal de Richelieu, les remparts sont à leur tour démolis. Ses pierres servent à la construction de la muraillasse de Saint-Rémy. La Tour de Fayard, demeure Renaissance ruinée, reste debout jusqu'à la première moitié du XXe siècle, mais elle doit être démolie par la suite. Il n'en subsiste que sa partie inférieure.

### Révolution française et Empire
Aimargues quitte la tutelle d'Uzès dès la Révolution. Lors de la mise en place du département du Gard, en 1790, elle est érigée en chef-lieu de canton au sein du district de Nîmes et intègre les communes du Cailar et de Saint-Laurent-d'Aigouze. Cependant elle est intégrée au canton de Vauvert dès 1800.
Jean Bastide dit Jarret, soldat d'origine aimarguoise dans les Gardes-Françaises, qui se trouve à Paris avec son régiment, prend part à la Prise de la Bastille le 14 juillet 1789. En 1792, les Sans-Culottes dévastent les châteaux de Malherbes et de Saint-Michel.
En 1815, les catholiques royalistes massacrent les bonapartistes : c'est la Terreur blanche.

### Époque contemporaine
Du 27 août au 22 septembre 1815, Aimargues est occupé par un contingent d'Autrichiens.
Au cours du XIXe siècle des édifices religieux sont construits ou reconstruits. Le premier est le temple, bâti en 1824 à l'architecture originale en façade, puis la première église paroissiale qui est transformée en halle en 1870. Devenue salle Georges-Brassens, après ravalement, elle est maintenant consacrée aux spectacles et expositions divers. Sur cette même place, une nouvelle église est édifiée entre 1864 et 1869, à l'instigation du curé Roland Lempereur, dans un style néo-romano-gothique possédant un haut clocher en façade repérable à de longues distances et dont le concepteur est l'architecte Henri Révoil. On lit sur sa façade l'inscription « Liberté, égalité, fraternité » qui fut placée en 1905, après la victoire électorale de la gauche républicaine et anticléricale emmenée par Léon Fontanieu contre les royalistes. Pour autant, la section locale de l'Action française, présidée par Joseph Calazel, ainsi que celle des Jeunes royalistes, continue de compter 600 adhérents.

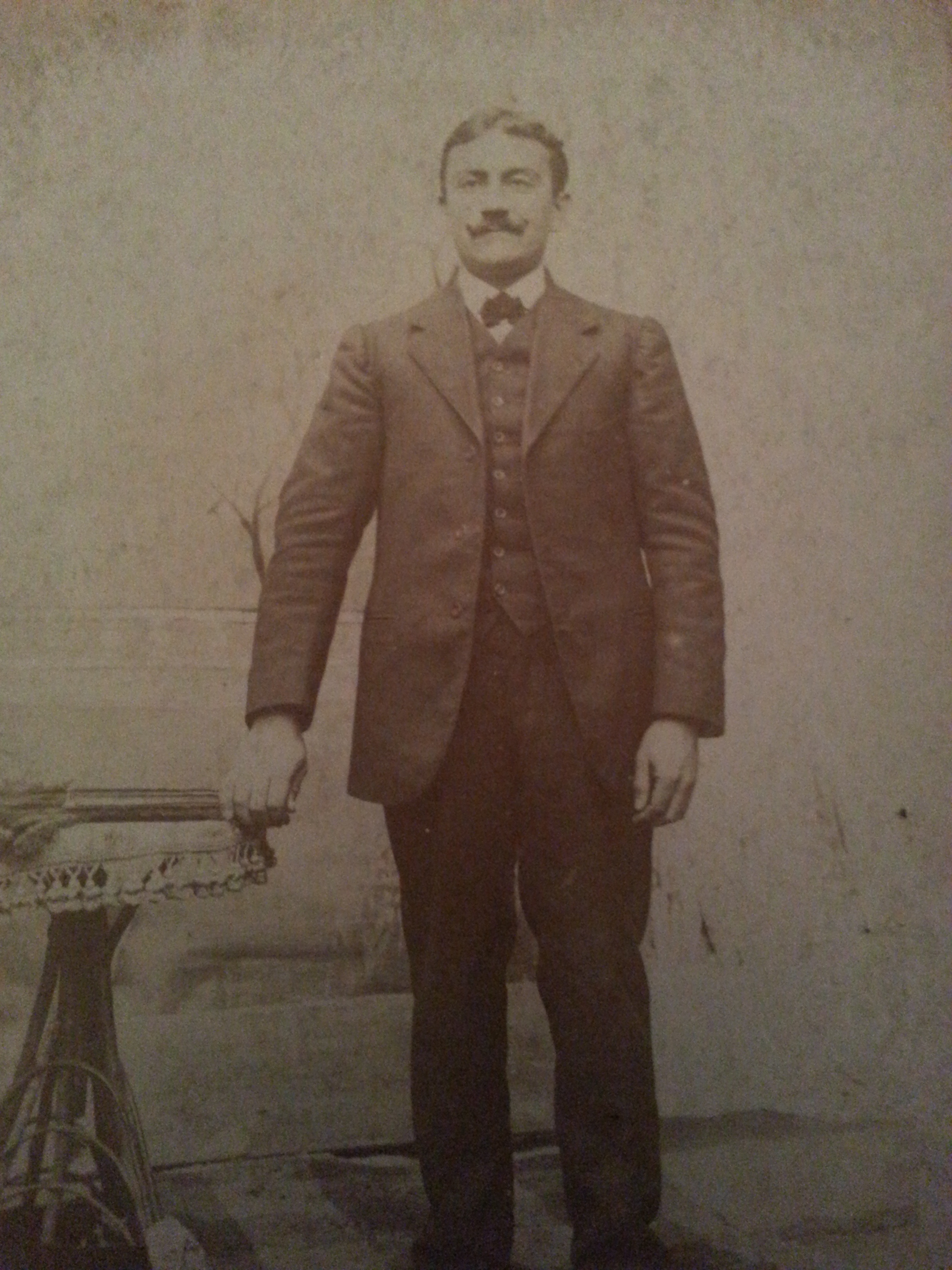
Augustin Pourreau, maire durant la Seconde Guerre mondiale.

Au début du XXe siècle, la commune jouit d'une certaine prospérité qui lui vient de sa position d'important centre viticole. Malheureusement, les ravages du phylloxéra signent peu à peu son déclin. Aimargues est durement touchée en 1910 par deux grèves agricoles : la seconde conduit à l'occupation militaire de la commune et à la révocation du maire Jean Joujou. Le climat se détend cependant après les nouvelles élections municipales de 1911. Cependant, l'hôtel de ville est, en 1924 encore occupée, huit jours durant, par les anarchistes ; de violents heurts opposent catholiques et anarchistes à l'occasion de la visite de l'évêque de Nîmes, Jean Justin Girbeau, le 6 mars 1926. Un groupe anarchiste se constitue. En 1929, celui-ci invite Nestor Makhno à Aimargues ; sa femme et sa fille y résident un an[réf. nécessaire].
Sous le régime de Vichy, Augustin Pourreau, maire de la commune, « rencontr[e] de nombreuses difficultés dans l'administration de [la] commune, en raison de l'important mouvement anarchiste avant-guerre ». Après enquête, le préfet du régime de Vichy décide de le maintenir en poste, ce qui ne fut que temporaire puisqu’il fut ensuite remplacé par un maire conservateur nommé par le préfet.
Durant la Seconde Guerre mondiale, Aimargues compte 9 morts : André Thérond, Henri Pagès, Joseph Lloret (résistant), Raoul Teulon, Antoine Martinez, Étienne Prouvèze, Émile Pourreau, Yvon Guiraud et Jean Mailho (membre de la 2e DB,), 3 morts en déportation, Paul Perrier (militant anarchiste), Henri Langlade (opérateur radio) et Gaston Bêchard (syndicaliste, adjoint au maire de Montceau-les-Mines) et un disparu, Pascal Rouget.
En 1957, Lucien Guiraud, adjoint au maire d'Aimargues, abat Armand Rogati, ce qui suscite un émoi durable dans la commune.
La commune redevient chef-lieu de canton en 1992 avec la création du canton de Rhôny-Vidourle. Cependant, à la suite du redécoupage cantonal de 2014, le canton de Rhôny-Vidourle est supprimé et Aimargues rejoint le canton d'Aigues-Mortes.
Le 13 juillet 2006, en souvenir de la venue de Buffalo Bill en Camargue en 1905, le chef indien Tasunka Kokipapi est reçu à Aimargues et, au cours d'une cérémonie en présence de Patrick Bonton et d'Anne-Marie Quatrevaux, le manadier Pierre Aubanel est admis dans la tribu Lakota sous le nom de « Zintkala Ohitika », signifiant « Oiseau qui vole avec force et détermination ».
En 2025, la commune reçoit le label « Cité mistralienne » du Félibrige,.

#### L'affaire du Coral
L’affaire du Coral ou affaire du lieu de vie, ou encore affaire des « ballets bleus du Coral » est une affaire d'abus sexuels sur mineurs qui éclata en France en 1982 dans un « lieu de vie » éducatif installé dans une ancienne exploitation agricole à Aimargues. Très médiatisée à l'époque, l'affaire se distingua par la mise en cause de plusieurs personnalités publiques, ce qui donna lieu à des soupçons de manipulation d'origine politique ou policière.

## Politique et administration

### Conseil municipal
aucune information récente
Aimargues est dotée d'une déchèterie intercommunale, située au lieu-dit Madame. La communauté de communes de Petite Camargue gère la collecte hebdomadaire des ordures ménagères de la commune.

### Jumelages
Au 18 février 2012, Aimargues n'est jumelée avec aucune commune.

## Population et société

### Démographie

#### Évolution démographique
L'évolution du nombre d'habitants est connue à travers les recensements de la population effectués dans la commune depuis 1793. Pour les communes de moins de 10 000 habitants, une enquête de recensement portant sur toute la population est réalisée tous les cinq ans, les populations de référence des années intermédiaires étant quant à elles estimées par interpolation ou extrapolation. Pour la commune, le premier recensement exhaustif entrant dans le cadre du nouveau dispositif a été réalisé en 2004.

En 2022, la commune comptait 5 806 habitants, en évolution de +3,64 % par rapport à 2016 (Gard : +2,97 %, France hors Mayotte : +2,11 %).
| 1793  | 1800  | 1806  | 1821  | 1831  | 1836  | 1841  | 1846  | 1851  |
| ----- | ----- | ----- | ----- | ----- | ----- | ----- | ----- | ----- |
| 1 763 | 1 720 | 1 770 | 1 936 | 2 182 | 2 325 | 2 347 | 2 611 | 2 651 |

| 1856  | 1861  | 1866  | 1872  | 1876  | 1881  | 1886  | 1891  | 1896  |
| ----- | ----- | ----- | ----- | ----- | ----- | ----- | ----- | ----- |
| 2 618 | 2 702 | 2 859 | 2 834 | 2 833 | 2 625 | 2 708 | 2 731 | 2 766 |

| 1901  | 1906  | 1911  | 1921  | 1926  | 1931  | 1936  | 1946  | 1954  |
| ----- | ----- | ----- | ----- | ----- | ----- | ----- | ----- | ----- |
| 2 813 | 2 762 | 2 718 | 2 663 | 2 546 | 2 506 | 2 536 | 2 523 | 2 544 |

| 1962  | 1968  | 1975  | 1982  | 1990  | 1999  | 2004  | 2006  | 2009  |
| ----- | ----- | ----- | ----- | ----- | ----- | ----- | ----- | ----- |
| 2 202 | 2 252 | 2 218 | 2 547 | 2 988 | 3 442 | 4 090 | 4 173 | 4 224 |

| 2014  | 2019  | 2022  | - | - | - | - | - | - |
| ----- | ----- | ----- | - | - | - | - | - | - |
| 5 325 | 5 717 | 5 806 | - | - | - | - | - | - |

#### Pyramide des âges
La population de la commune est relativement jeune.
En 2018, le taux de personnes d'un âge inférieur à 30 ans s'élève à 37,4 %, soit au-dessus de la moyenne départementale (32,6 %). À l'inverse, le taux de personnes d'âge supérieur à 60 ans est de 21,3 % la même année, alors qu'il est de 29,6 % au niveau départemental.
En 2018, la commune comptait 2 797 hommes pour 2 885 femmes, soit un taux de 50,77 % de femmes, légèrement inférieur au taux départemental (51,82 %).
Les pyramides des âges de la commune et du département s'établissent comme suit.
| Hommes | Classe d’âge | Femmes |
| ------ | ------------ | ------ |
| 0,5    | 90 ou +      | 0,9    |
| 5,4    | 75-89 ans    | 6,9    |
| 14,2   | 60-74 ans    | 14,6   |
| 19,0   | 45-59 ans    | 19,2   |
| 21,6   | 30-44 ans    | 22,6   |
| 15,7   | 15-29 ans    | 15,0   |
| 23,6   | 0-14 ans     | 20,7   |

| Hommes | Classe d’âge | Femmes |
| ------ | ------------ | ------ |
| 0,9    | 90 ou +      | 2      |
| 8,3    | 75-89 ans    | 10,6   |
| 19,4   | 60-74 ans    | 19,9   |
| 20,4   | 45-59 ans    | 20,3   |
| 16,8   | 30-44 ans    | 17     |
| 16,4   | 15-29 ans    | 14,2   |
| 17,8   | 0-14 ans     | 15,8   |

### Enseignement
Située dans l'académie de Montpellier, la ville bénéficie d'une école maternelle (école Ventadour) et de trois écoles primaires — deux écoles publiques (école Fanfonne Guillierme et école Simone Veil) et une école privée (école li Gardianouns).
Les établissements d'enseignement secondaire les plus proches sont le collège de Gallargues et le lycée Geneviève-Anthonioz-de Gaulle à Milhaud.
On trouve également les services périscolaires suivants : un restaurant scolaire intercommunal, la crèche halte-garderie Les Trois pommes, la crèche d'entreprise Chloé-Béchard inaugurée en 2015, et le service Jeunesse municipal.

### Santé
Sur le territoire de la commune se trouvent quatre médecins généralistes, trois chirurgiens-dentistes, sept kinésithérapeutes, huit infirmières, un podologue, un vétérinaire, trois orthodontistes, un pharmacien et deux psychologues. Une délégation de la Croix-Rouge française ainsi qu'une association de donneurs de sang sont à la disposition des habitants. La ville accueille une maison de retraite privée, la résidence Fanfonne-Guillierme.

### Sécurité
Aimargues est sous la protection d'une brigade territoriale de proximité de la gendarmerie nationale ainsi que des effectifs de la police municipale.

### Manifestations culturelles et festivités
Aimargues accueille plusieurs manifestations culturelles et festivités.

#### Fête votive
Elle a lieu la semaine du 14 juillet.

#### Journée d'hommage à Fanfonne Guillierme
La Journée d'hommage à Fanfonne Guillierme se tient depuis 1989 le premier dimanche de mars.
Il s'agit d'une fête de tradition et de rassemblement des gens de Bouvine consacrée à Fanfonne Guillierme, à laquelle s'associe la Nacioun gardiano. Chaque année, Aimargues pavoise aux couleurs — bleu azur et or — de la manade Guillierme et, devant la statue située à l'emplacement des anciennes arènes, sont prononcés les rituels acampados (discours). Des arlésiennes, dont la reine d'Arles et ses demoiselles d'honneur, rejoint l’église Saint Saturnin pour assister à la traditionnelle messe en provençal ; puis a lieu — depuis 2005 — la bénédiction des chevaux devant le parvis. Une abrivado et une roussataïo (lâcher de juments et leurs poulains) ont lieu sur les boulevards. La journée se clôture par une course taurine dénommée la « Royale Fanfonne Guillierme » comptant pour le Trophée des As.

#### Salon des arts
Le salon des arts aimarguois, qui a porté le nom d'Art'Aimargues,,, se déroule pendant la fête. En 2015, l'invité d'honneur est Michel Tombereau.

#### Historiographie
L'association Litoraria, qui possède son siège à Aimargues, a pour mission de mettre en valeur le patrimoine historique et archéologique de Petite Camargue. Issue de la campagne de fouilles lancée par Claude Raynaud en 1994, fondée en 2001 autour de Claude Vidal, elle a succédé à l'Association culturelle d'Aimargues, créée elle dans les années 1970.
Elle édite un Bulletin à la périodicité irrégulière et organise des expositions et conférences.
Son siège, au centre Gileni, comporte notamment une bibliothèque.

#### Autres activités
- Le festival Western Longhorn, au mas Saint-Rémy[93]
- Le marché, qui a lieu le dimanche, et ses variantes : le marché du terroir, des vins...
- Le marché d'artisanat et produits du terroir, organisé chaque année[94]
- Le Forum des associations[95]
- Le Noël d'Antan[96]

Aimargues profite également des différentes animations organisées par l'école intercommunale de musique de Petite-Camargue, basée à Vauvert, avec de nombreux concerts, les fêtes de la musique en juin, ses stages de batterie et de jazz.
Une foire aux Asperges réputée, ainsi qu'une fête de la Petite Camargue, s'y tenaient autrefois.

#### Organisation
La plupart des manifestations, dont la fête votive et la Journée d'hommage à Fanfonne, sont organisées par le Comité des fêtes.

### Sports

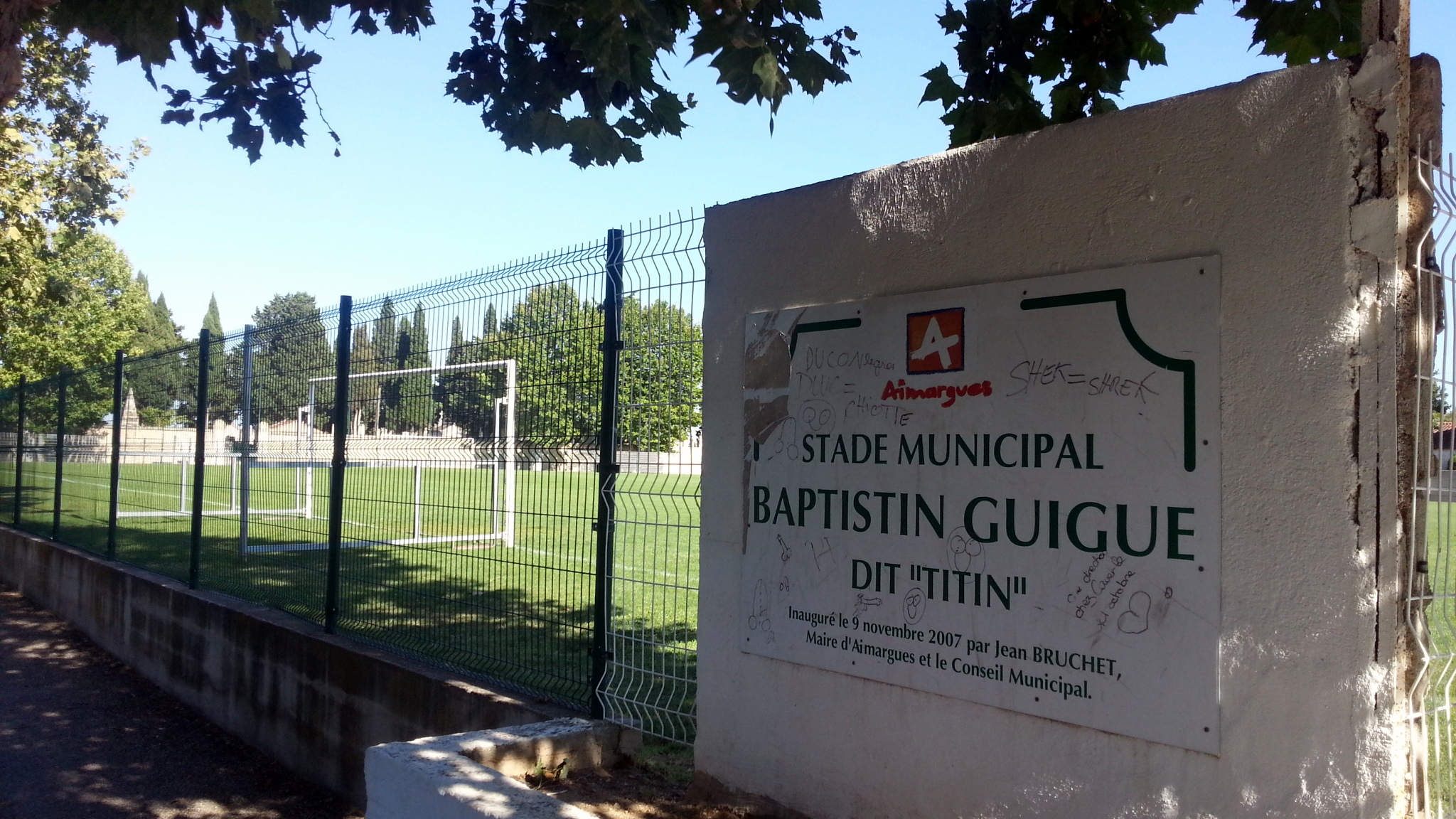
Le stade Baptistin-Guigue.

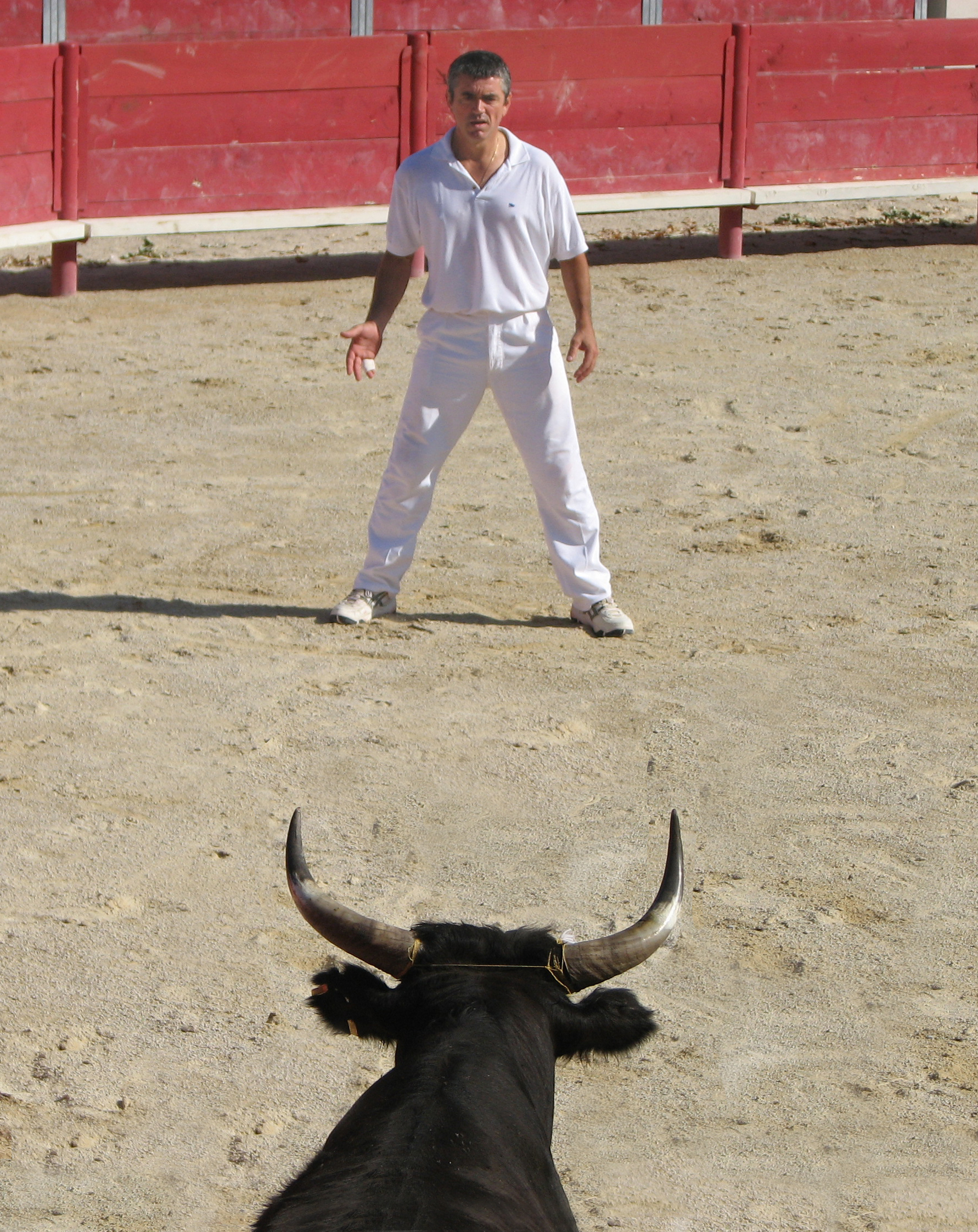
Une course camarguaise dans les arènes d'Aimargues.

Dans les années 1870 et 1880, Aimargues possède un haras, dépendant de celui de Perpignan. Des courses hippiques y sont organisées, notamment en 1884. Il est supprimé en 1893.
Aimargues est dotée de deux stades de football, le stade René-Dupont, anciennement dénommé Bella-Vista et inauguré en novembre 2012, et un plus récent nommé stade Baptistin-Guigue ; d'un plateau multi-sports, ainsi que de salles de judo, de musculation et de danse au-dessus de la salle Lucien-Dumas ; de deux centres équestres (de la Cauvinière, et de la Grande Garrigue) ; enfin, des arènes Léopold-Dupont.
Les arènes d'Aimargues font partie de la tradition de la course camarguaise. Des toro-piscine s'y déroulent également. Dans le domaine de la corrida, au moins une novillada sans picador s'y est déroulée, dans les années 1980.
Le premier rassemblement de bouvino a lieu en mars à Aimargues. Aimargues accueille plusieurs manades sur son territoire, à savoir les manades Arlatenco, du Cougourlier, Félix, Michel Lagarde, Margé, L'Occitane et Saint-Pierre.
Plusieurs aires de jeux, ainsi que le boulodrome Charles-Constant (terrain dédié au jeu de la pétanque) se trouvent dans la commune.

#### Associations sportives
Il existe plusieurs associations dans le domaine sportif.

##### Stade olympique aimarguois
La principale est le Stade olympique aimarguois (SOA). Le club, fondé en 1920, prend la relève du Sporting Club aimarguois et de l'Étoile sportive aimarguoise, les deux n'ayant pas résisté à la Grande Guerre.
En 2019, sous la présidence de Mickaël Breit, le club compte 290 adhérents répartis entre les classes U6 et Seniors.
Le club organise aussi un tournoi en hommage aux enfants Brandon et Dylan Doméon depuis 2004. Ce tournoi, réservé aux équipes U10/U11 et U12/U13, regroupe chaque année des clubs professionnels comme l'Olympique de Marseille, le Montpellier Hérault Sport Club, le Nîmes Olympique, l'OGC Nice ou encore le Toulouse Football Club.
Le nouveau président Francis Lamazère organise des célébrations pour le centième anniversaire du SOA en 2020.

##### Club taurin La Balestilla
Le club taurin La Balestilla, fondé en mars 1898 sous le nom de club taurin aimarguois est, à ce titre, l'un des plus vieux cercles taurins de France après ceux de Vauvert, Avignon, Nîmes, Marseille et Arles. Subissant la concurrence de nouveaux clubs tels que La Carella, l'Union taurine Aubanel-Baroncelli et le club des indépendants, il est mis en sommeil dans les années 1970. Il est cependant réactivé dès l'hiver 1982 par un groupe de bénévoles.
Il est alors considéré comme avant-gardiste, car apolitique et acceptant en son sein les femmes. Subissant la concurrence de nouveaux clubs tels que La Carella, l'Union taurine Aubanel-Baroncelli et le club des indépendants, il est mis en sommeil dans les années 1970. Il est cependant réactivé dès l'hiver 1982 par un groupe de bénévoles autour de Robert Roux, dit Galline.
Il appartient à l'Union des clubs taurins Paul Ricard.

##### Tennis club aimarguois
Le club, fondé en 1977, est notamment champion du Gard en 1996, puis en 2013. Il dispose de son propre terrain, le court Didier-Denechaud, et d'un local, le club-house Jacques-Surjus.

##### Samouraï aimarguois
Le club de judo, fondé en 1987 par Renaud Bruguier, participe à diverses compétitions au niveau régional.

##### Lei Raouba Vesso
Il s'agit d'une équipe de rugby à destination comprenant des membres d'âges variés

#### Cyclisme
Le Tour de France est passé plusieurs fois à Aimargues, voici les différents passages :
- 38e Tour de France 1951 - 17e étape[119]
- 51e Tour de France 1964 - 11e étape[120]
- 80e Tour de France 1993 - 13e étape[121]
- 85e Tour de France 1998 - 13e étape[122]
- 100e Tour de France 2013 - 6e étape[123]

Aimargues fut le lieu du départ de la deuxième étape Aimargues-Alès de l'Étoile de Bessèges en 1988 (13-02-1988),

### Médias
Dans les années 1980, un périodique local, Le Petit journal, a existé à Aimargues,.
Après l'élection municipale de 2008, « Aimargues le journal » succède au journal « J'Aimargues au quotidien » fondé par le précédent maire. En 2015, « AimarGazette » voit le jour à son tour.
Aimargues fait partie du territoire couvert par le quotidien Midi Libre, par la télévision locale TV SUD et par les programmes de France 3 Midi-Pyrénées.

### Cultes
En 1614, les Pénitents Gris s'installent à Aimargues. Le culte catholique est rétabli en 1635. La paroisse tombe alors sous la coupe des abbés de Saint-Ruf. En 1654, les récollets Paul-Antoine Saliers et Marc-Antoine Reboul y installent un couvent. Son emplacement est situé actuelle rue du Couvent. Le 3 ventôse an II (21 février 1794), les biens de l'église des Récollets sont liquidés.
Les Aimarguois disposent aujourd'hui de lieux de culte catholique et protestant.
La paroisse catholique fait partie du doyenné de Vauvert au sein du diocèse de Nîmes.
La paroisse protestante dépend de l’Église protestante unie de France.

## Économie

### Revenus
En 2018  (données Insee publiées en septembre 2021), la commune compte 2 218 ménages fiscaux, regroupant 5 597 personnes. La médiane du revenu disponible par unité de consommation est de 20 850 € (20 020 € dans le département). 46 % des ménages fiscaux sont imposés (43,9 % dans le département).

### Emploi
|                | 2008   | 2013   | 2018 |
| -------------- | ------ | ------ | ---- |
| Commune        | 10,2 % | 11,4 % | 10 % |
| Département    | 10,6 % | 12 %   | 12 % |
| France entière | 8,3 %  | 10 %   | 10 % |

En 2018, la population âgée de 15 à 64 ans s'élève à 3 506 personnes, parmi lesquelles on compte 77,5 % d'actifs (67,5 % ayant un emploi et 10 % de chômeurs) et 22,5 % d'inactifs,. Depuis 2008, le taux de chômage communal (au sens du recensement) des 15-64 ans est inférieur à celui du département, mais supérieur à celui de la France.
La commune fait partie de la couronne de l'aire d'attraction de Montpellier, du fait qu'au moins 15 % des actifs travaillent dans le pôle,. Elle compte 2 778 emplois en 2018, contre 2 404 en 2013 et 2 163 en 2008. Le nombre d'actifs ayant un emploi résidant dans la commune est de 2 388, soit un indicateur de concentration d'emploi de 116,3 % et un taux d'activité parmi les 15 ans ou plus de 62,1 %.
Sur ces 2 388 actifs de 15 ans ou plus ayant un emploi, 564 travaillent dans la commune, soit 24 % des habitants. Pour se rendre au travail, 90,1 % des habitants utilisent un véhicule personnel ou de fonction à quatre roues, 1,8 % les transports en commun, 4,9 % s'y rendent en deux-roues, à vélo ou à pied et 3,2 % n'ont pas besoin de transport (travail au domicile).

### Activités hors agriculture

#### Secteurs d'activités
553 établissements sont implantés  à Aimargues au 31 décembre 2019. Le tableau ci-dessous en détaille le nombre par secteur d'activité et compare les ratios avec ceux du département,.
| Secteur d'activité                                                                                        | Commune | Commune | Département |
| Secteur d'activité                                                                                        | Nombre  | %       | %           |
| --- | ------- | ------- | ----------- |
| Ensemble                                                                                                  | 553     | 100 %   | (100 %)     |
| Industrie manufacturière, industries extractives et autres                                                | 100     | 18,1 %  | (7,9 %)     |
| Construction                                                                                              | 101     | 18,3 %  | (15,5 %)    |
| Commerce de gros et de détail, transports, hébergement et restauration                                    | 130     | 23,5 %  | (30 %)      |
| Information et communication                                                                              | 11      | 2 %     | (2,2 %)     |
| Activités financières et d'assurance                                                                      | 11      | 2 %     | (3 %)       |
| Activités immobilières                                                                                    | 22      | 4 %     | (4,1 %)     |
| Activités spécialisées, scientifiques et techniques et activités de services administratifs et de soutien | 62      | 11,2 %  | (14,9 %)    |
| Administration publique, enseignement, santé humaine et action sociale                                    | 65      | 11,8 %  | (13,5 %)    |
| Autres activités de services                                                                              | 51      | 9,2 %   | (8,8 %)     |

Le secteur du commerce de gros et de détail, des transports, de l'hébergement et de la restauration est prépondérant dans la commune puisqu'il représente 23,5 % du nombre total d'établissements de la commune (130 sur les 553 entreprises implantées  à Aimargues), contre 30 % au niveau départemental.

#### Entreprises et commerces
Les cinq entreprises ayant leur siège social sur le territoire communal qui génèrent le plus de chiffre d'affaires en 2020 sont : 
- Royal Canin SAS, fabrication d'aliments pour animaux de compagnie (1 049 750 k€) ;
- Royal Canin France, commerce de gros (commerce interentreprises) alimentaire spécialisé divers (420 577 k€) ;
- Éminence, fabrication de vêtements de dessous (75 552 k€) ;
- Hydralians Logistique, commerce de gros (commerce interentreprises) de matériel agricole (52 644 k€) ;
- Prosjet Irrigaronne, commerce de gros (commerce interentreprises) de matériel agricole (37 636 k€).

### Agriculture
La commune est dans la « Plaine Viticole », une petite région agricole occupant le  sud-est du département du Gard. En 2020, l'orientation technico-économique de l'agriculture  dans la commune est la polyculture et/ou le polyélevage.
|               | 1988  | 2000  | 2010  | 2020  |
| ------------- | ----- | ----- | ----- | ----- |
| Exploitations | 182   | 51    | 40    | 43    |
| SAU (ha)      | 1 699 | 1 107 | 1 048 | 1 848 |

Le nombre d'exploitations agricoles en activité et ayant leur siège dans la commune est passé de 182 lors du recensement agricole de 1988  à 51 en 2000 puis à 40 en 2010 et enfin à 43 en 2020, soit une baisse de 76 % en 32 ans. Le même mouvement est observé à l'échelle du département qui a perdu pendant cette période 61 % de ses exploitations,. La surface agricole utilisée dans la commune a quant à elle augmenté, passant de 1 699 ha en 1988 à 1 848 ha en 2020. Parallèlement la surface agricole utilisée moyenne par exploitation a augmenté, passant de 9 à 43 ha.

## Culture locale et patrimoine

### Édifices civils

#### Hôtel de Cray
Du XVIIIe siècle, il subsiste au plan de Cray un bel hôtel particulier, l'hôtel de Cray (du nom de Maurice, ancien maire). Il héberge la brigade de gendarmerie du village de 1912 à 2012, et la police municipale depuis lors.

#### Glacière
On peut voir une glacière, construite en 1786-1788, à la sortie du village. Ce petit bâtiment circulaire à toit en coupole est resté en service jusqu’en 1906, et a fait l’objet d'une restauration en 1990-1991.
Enterrée, bâtie en pierres et surmontée d'un dôme. Au XVIIIe siècle, elle conservait la glace en été pour les familles les plus riches. Elle a été restaurée en 1991.

#### Mas
En 2001, on répertoriait dans la commune 29 mas : à savoir, outre ceux qui suivent, le moulin Saint-Michel, la Jasse d'Isnard, Le Grand Bordes, Valescure, Charron, Le Petit Charron, Le Grand Bousquet, Le Petit Bousquet, Aubes, Pontil, Thorras, Saint-Blancard (et son puits), Bord, Bornier, Boules, Saint-Rémy (ainsi que sa noria, sa pompe catalane, ses têtes de lion et son château d'eau), Rieutord (et ses chapiteaux), Aire, Saint-Michel, Ravel, Grand (avec son pressoir, son cadran solaire et sa noria), Buade, Le Petit Bordes et Carbonnière.

##### Andron
Le château (ou mas) d'Andron, qui était autrefois la résidence de la grande manadière Fanfonne Guillierme.

##### Teillan
Inscrit MH (1995)

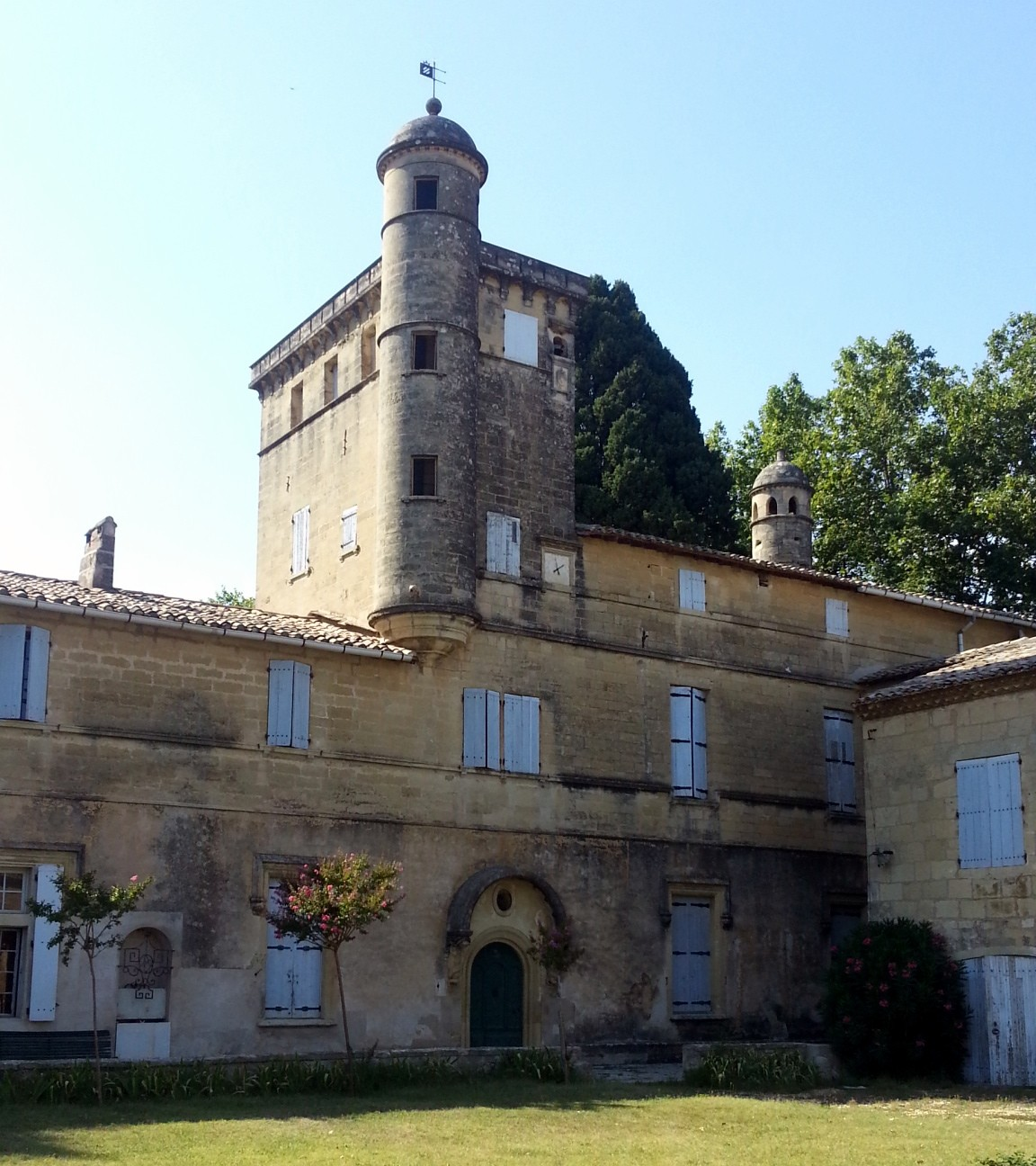
Le château de Teillan.

Le château de Teillan est situé à trois kilomètres au sud du village, il date de la seconde moitié du XVIe et du XVIIe siècle. C'est un ancien castrum romain qui portait autrefois le nom de Villa Tellianis puis de Mas de l'Irle. Il fut vendu à l'abbaye de Psalmody au XIIe siècle. Ce qui illustre le château est le corps de logis, le pigeonnier et le parc - composé au XIXe siècle autour des stèles antiques - avec tout son mobilier, ainsi que les nombreuses façades et toitures des communs et de la serre. On peut notamment y voir : un pigeonnier, une noria, un mikvé, un logis, un grand parc, des communs, une serre, une grande porte de style ancien. Dans le parc se trouve toujours une collection d'antiquités romaines réunies par le propriétaire des lieux.

##### Praviel

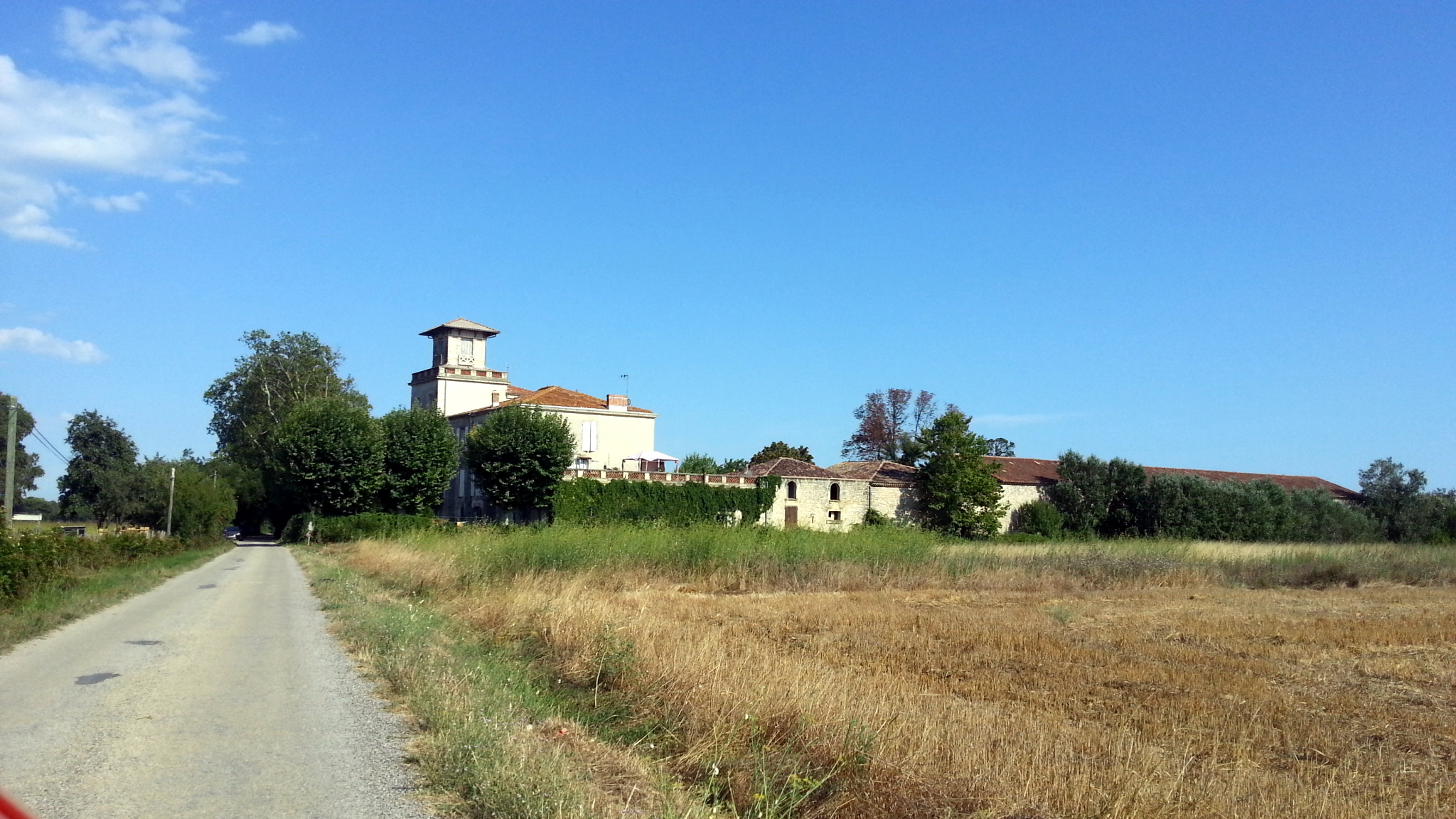
Le mas de Praviel.

Le mas de Praviel (initialement « Petit-Teillan ») est une élégante construction de la fin du XIXe siècle à proximité du château de Teillan. Il possède un belvédère à son 3e étage. C'est là qu'a vécu Fanfonne Guillierme de son arrivée de Paris, encore enfant, à sa mort.

##### Le Grand Malherbes
Érigé au XVIe siècle, il est d'abord la demeure de Hyacinthe Fontanès, trésorier de Louis XV.
En avril 1792, le château est pillé par la garde nationale d'Aimargues, alors que le propriétaire est le comte Bourgeois-Moynier. Le 3 germinal an III de la République, il vend les ruines du château et les terres attenantes pour une somme de 80 000 livres.
Il est par la suite longtemps la propriété de la famille Ménard-Dorian, de Lunel, qui comprend comme membres célèbres l'homme politique Paul Ménard-Dorian et sa fille Pauline Ménard-Dorian, femme de lettres, petite-fille par alliance de Victor Hugo, modèle de Marcel Proust, qui tint salon au mas, et où elle meurt en 1941. C'est Marguerite, sœur de Jean, qui hérite du domaine. Elle y reçoit notamment Jean Cocteau, Paul Éluard, Max Jacob, Léon Daudet, Erik Satie, Léon Blum, Folco de Baroncelli-Javon et Fanfonne Guillierme.

##### Le Petit Malherbes
Il s'agissait à l'origine du domaine « de Montredon », propriété de la famille de Besson.
Devenu une dépendance du Grand Malherbes sous la direction de Paul Ménard-Dorian, le mas du Petit Malherbes a été cédé par les Hugo en 1931.

#### Ancienne église Sainte-Croix
Sur la place de l'église, un ensemble monumental est formé par l'ancienne église Sainte-Croix (XIIIe siècle) et sa tour d'horloge transformée en halle au moment de la construction de l'actuelle église puis en salle polyvalente « Georges Brassens ».
L'église Sainte-Croix, première église paroissiale, a été datée des croisades. Laissée en ruines lors des guerres de Religion, elle fut restaurée  en 1611. Elle prit le double vocable de Sainte-Croix et Saint-Saturnin, lors de la sécularisation de l'abbaye de Psalmodie. En 2003, des fouilles effectuées ont mis au jour un secteur du cimetière, où se trouvaient des sarcophages du VIe siècle. Les dernières tombes remontaient au XVIe siècle.

#### Hôtel de ville
L'hôtel de ville est contigu à la salle Brassens. La façade de ce dernier est richement ornée. Il s'est en outre annexé la salle Kruger en 2013.

#### Centre Aimé-Gileni
Un centre culturel, regroupant la nouvelle bibliothèque, le service Jeunesse et des salles destinées aux associations dans un ancien garage transformé en appartements de location, est inauguré en juin 2013, sous le nom de centre Aimé-Gileni.
Il accueille notamment les locaux d'une union locale de Force ouvrière entre 2014 et 2015.

#### Mémoire

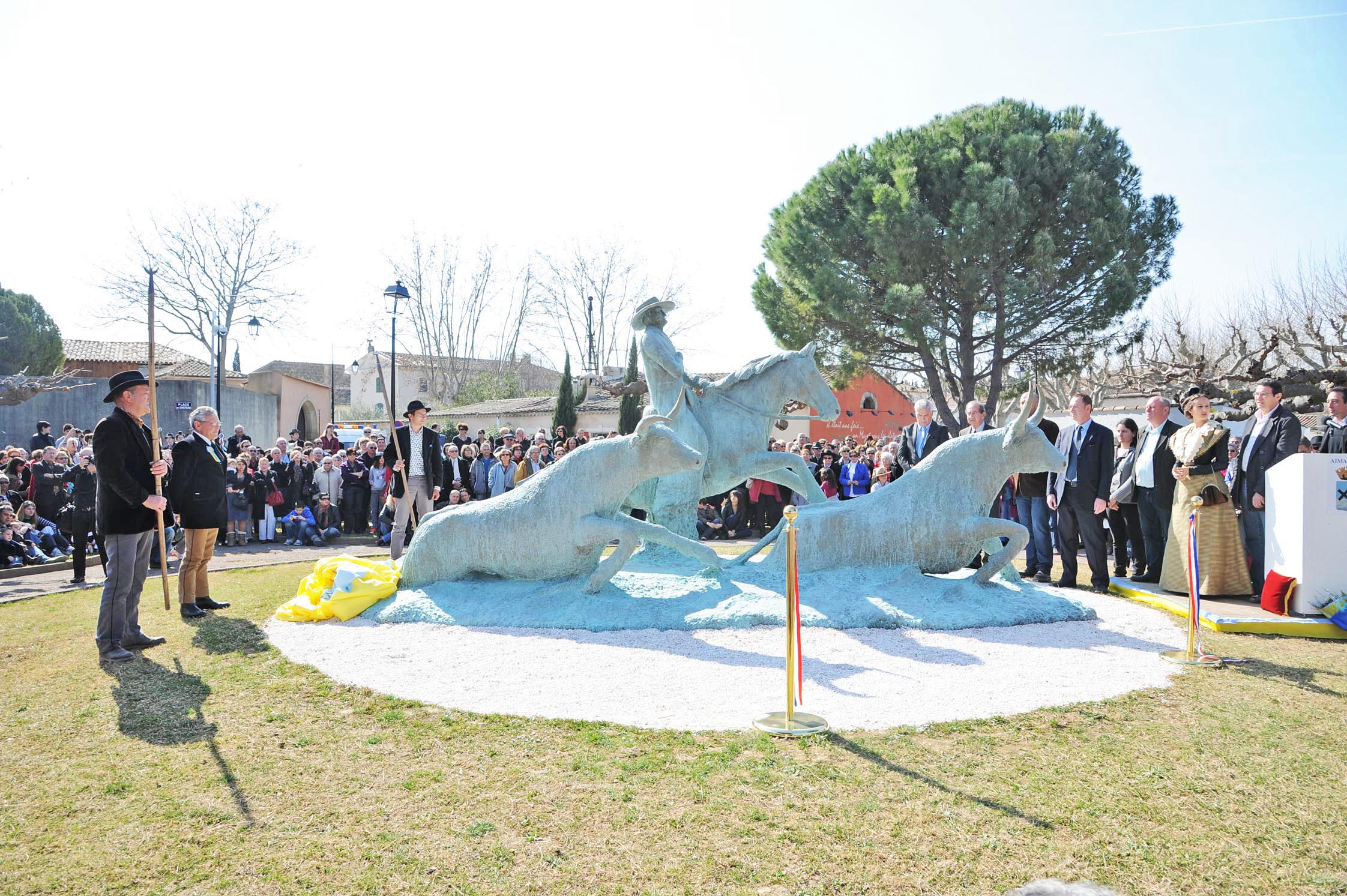
Statue de Guillierme place du Château.

On compte deux sculptures de Fanfonne Guillierme, un buste de Claude placé à l'entrée de l'école du même nom, ainsi qu'une sculpture de Ben K inaugurée en 2012 dans le jardin public de la place du Château.
Le monument aux morts, dessiné par Édouard Poitevin, est l'œuvre du sculpteur Marcel Mérignargues.

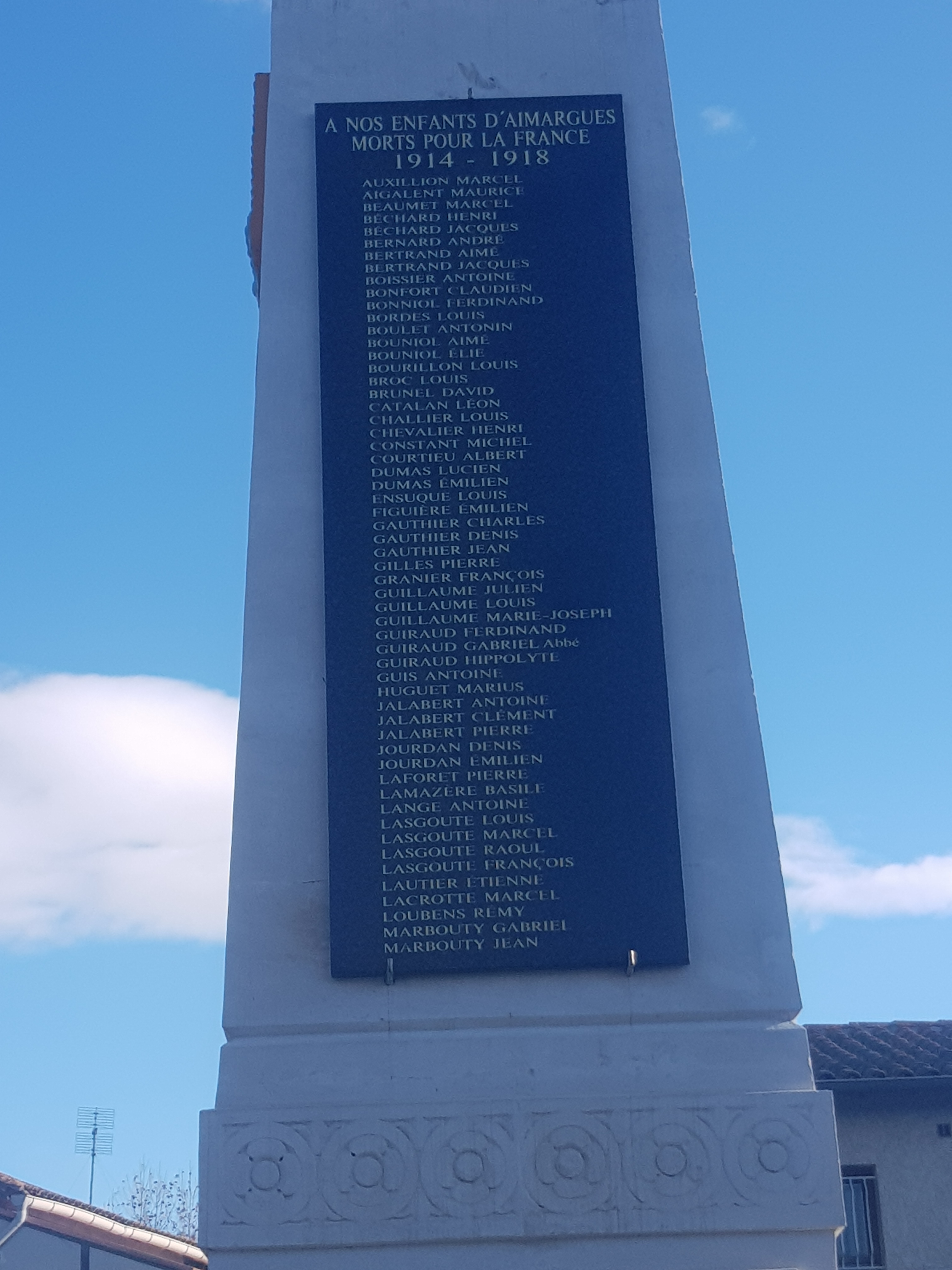
Plaque du monument aux morts consacrée aux victimes de la Grande Guerre.

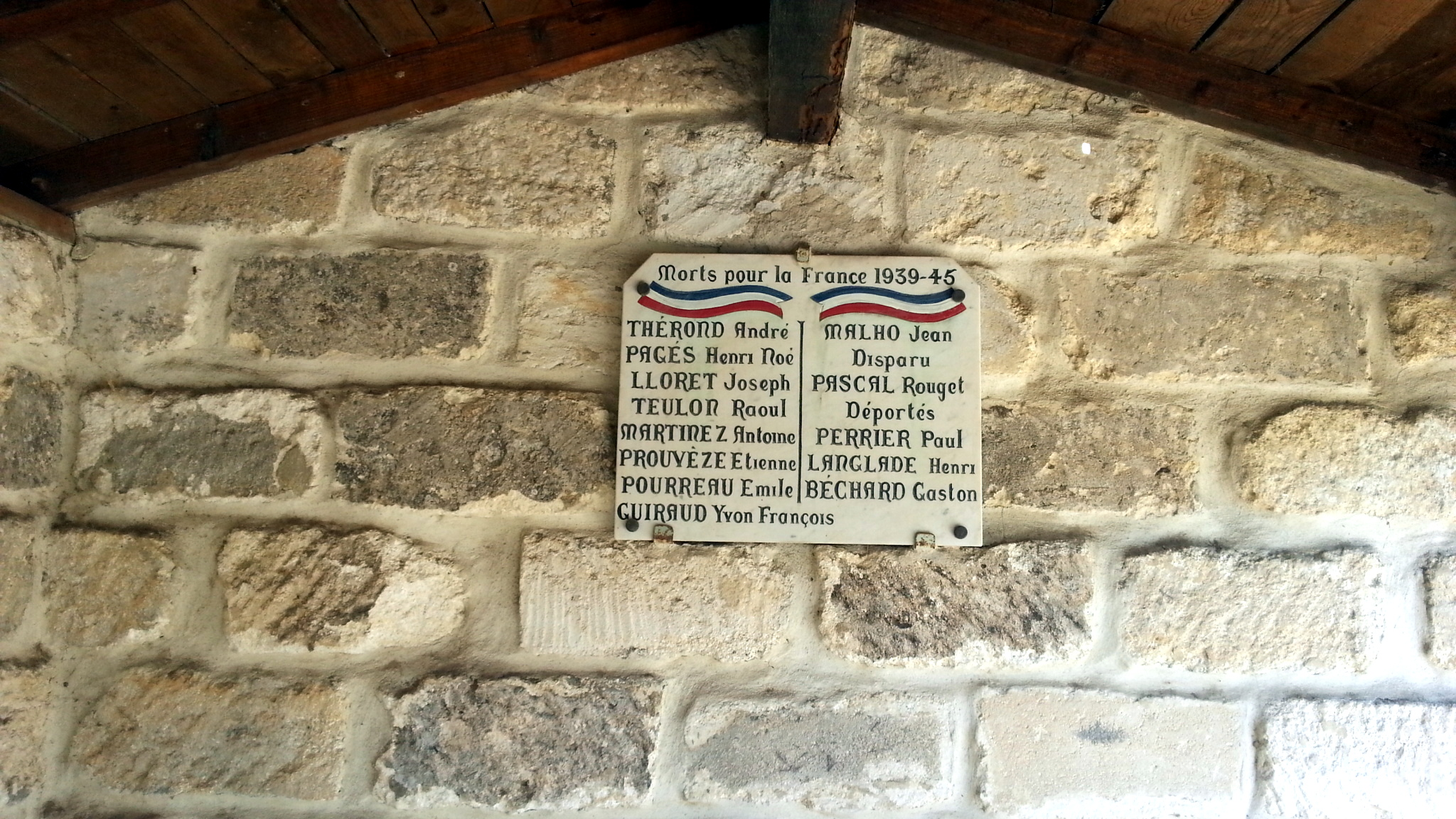
Plaque commémorative au cimetière d'Aimargues.

Place du Château, le toril des anciennes arènes est devenu la maison des Anciens-Combattants, affectée à la section locale de la Fédération nationale des anciens combattants en Algérie, Maroc et Tunisie, dissoute en 2022.
Diverses autres plaques (commémoratives ou signalétiques) sont présentes sur le territoire de la commune :
- - au cimetière, pour les morts aimarguois de la Seconde Guerre mondiale ;
  - rue de l'Église, signalant deux anciens charrons, Théophile et Émile Monjon[152] ;
  - rue Clemenceau, portant la mention « 1838 »[153] ;
  - rue du Vidourle, commémorant la Grande Guerre[154] ;
  - rue Jeanne-d'Arc, portant « Le jour de la Paix : 1814 »[155] ;
  - au sein de l'hôtel de ville[évasif].

#### Lavoirs
Les deux lavoirs de la commune témoignent bien du passé. En effet, l'un d'entre eux (datant de 1905) est encore quasi-intact même si le second, situé au nord du village, sur les quais de la Fontaine (datant de 1875), dit « font Guiraude », est presque détruit ; il en subsiste seulement le bassin. Leur restauration a eu lieu au XXe siècle.

#### Cave coopérative
Une cave coopérative a été bâtie dans les années 1920. En 2007, elle fusionne avec celle de Vauvert et est transformée en logements.

#### Autres éléments patrimoniaux
- Parmi le petit patrimoine recensé en 2011 par la commission homonyme de Litoraria, figurent :
  - l'ancien abattoir ainsi qu'un réservoir, route des Plages[159] ;
  - une borne hectométrique sise avenue de la Gare ;
  - de nombreux « bute-rode »[160] ;
  - une tour et un ouvrage de ferronnerie, impasse du Prophète[152] ;
  - la tour dite « échauguette » du boulevard Saint-Louis[161] ;
  - quatre balcons de maison ouvragés[152],[162] ;
  - un support de travette, rue Baroncelli[152] ;
  - divers anneaux[152] ;
  - la pompe catalane, boulevard Guillierme[163] ;
  - une vasque et une poulie, boulevard du Temple[163] ;
  - une fontaine encore en usage, boulevard Guillierme, et quatre autres désaffectées[164] ;
  - deux gratte-pieds[156] ;
  - les armoiries de la ville, reproduites sur une tombe du cimetière et à deux autres endroits[156] ;
  - plusieurs pans coupés, dont l'un s'adornant d'une coquille Saint-Jacques[165] ;
  - dix clés de voûte[162],[154],[166],[167],[155],[168] ;
  - une prise d'air pour cheminée, boulevard des Candinières[162] ;
  - trois grappes de raisin factices[162],[166] ;
  - une descente de gouttière dans la même voie[161] ;
  - deux éviers sur rue[169] ;
  - l'ancien pigeonnier du chemin de la Glacière[161] ;
  - l'ancienne distillerie, impasse du Canalet[161] ;
  - deux chéneaux de toiture[153] ;
  - le pentacle et la devanture des anciens Docks méridionaux, rue de la Clastre[153] ;
  - une génoise de toiture, avenue des Anciens-Combattants[154] ;
  - le chapiteau ionien de l'avenue de la Gare[154] ;
  - des plants américains dans la même voie[154] ;
  - un crochet, boulevard des Candinières[154] ;
  - des linteaux de décharge, impasse Fontanès[166] ;
  - les arceaux de la place de l'Hôtel-de-Ville[151].

### Édifices religieux

#### Stèles funéraires antiques
Classé MH (1978)

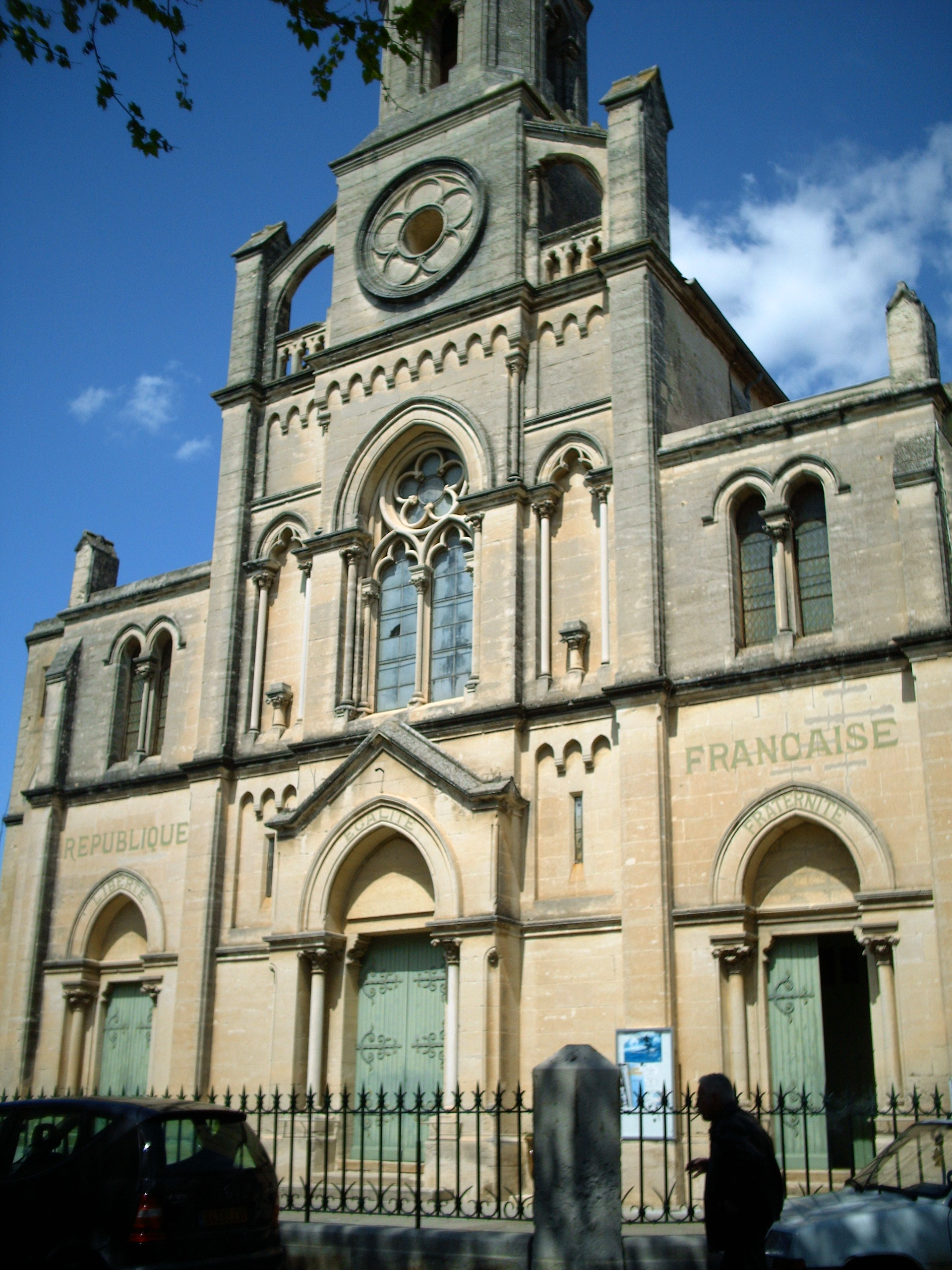
L'église Saint-Saturnin.

Des stèles funéraires antiques et un monument sépulcral de l'Antiquité sont situés au cimetière d'Aimargues. Par ailleurs, il existe huit stèles funéraires antiques situées depuis 1635 au lieu-dit le Grand Teillan.

#### Croix
La Croix des Pénitents gris, construite en 1820 et restauré en 2014. C'est le seul calvaire dans la commune d'Aimargues. On remarque aussi une croix, boulevard des Candinières, une croix de mission au chemin des Poissonniers, ainsi qu'une autre d'obédience protestante sur la tombe des Bourrelly au cimetière.

#### Églises catholiques
- Église Saint-Saturnin et Sainte-Artimidora

L'église Saint-Saturnin et Sainte-Artimidora, l'une des rares églises en France possédant encore l'inscription « République Française, Liberté, Égalité, Fraternité » sur sa façade, a été édifiée sous le Second Empire  de 1864 à 1869 par l'architecte Henri Antoine Révoil. Son clocher particulièrement élancé culmine à 40 mètres. L'église renferme les reliques de sainte Artimidora dans leur châsse, ainsi qu'un tableau sur panneaux de bois représentant Jésus portant sa croix, peint en 1548 par Simon de Châlons et restauré en 1990 (classé MH). Signalons encore une Vierge à l'Enfant en marbre par le sculpteur Léopold Morice (1870). Le vaste vaisseau comporte  une belle élévation sous les voûtes de la nef à croisées d'ogives et bas côtés, un transept et un chœur tous deux éclairés par des roses et vitraux qui forment un ensemble remarquable datant de 1869 exécutés par les ateliers du célèbre maitre verrier parisien Édouard Didron. Au fil du temps, les murs intérieurs ont été blanchis : ils dissimulent l'important décor néo-gothique très coloré d'origine. Voir aussi les fonts baptismaux, la chaire à prêcher, les boiseries et les stalles du chœur, les grilles 18e de la tribune axiale....
- Église Sainte-Croix et Saint-Saturnin d'Aimargues (XIIIe siècle), (voir plus haut : Ancienne église Sainte-Croix).

#### Temple protestant
Le temple d'Aimargues a été construit en 1824. Aujourd'hui les célébrations sont occasionnelles, mais le temple abrite toujours les archives de l'Église réformée à Aimargues. Il est le deuxième plus petit de la région, après celui d'Aigues-Mortes.
Il est doté d'un pigeonnier.

### Salles
Aimargues peut également compter sur la présence de plusieurs salles municipales, Lucien-Dumas (construite en 1903), Georges-Brassens et Giovanni-Matini (anciennement « des Traditions »), réparties dans le centre du village. Leurs fonctions sont diverses et variées, même si la plupart sont affectées aux associations.
Le foyer communal comprend une salle sans dénomination particulière, comme les anciens bains-douches. Il a hébergé l'ancienne bibliothèque jusqu'en 2013.
L'ancien hôtel des postes, devenu ensuite « salle Élisabeth-Kruger », fut le siège de l'association Litoraria jusqu'à ce que cette pièce soit annexée à l'hôtel de ville, comme la salle Mouloise. Sa boîte aux lettres est référencée au titre du petit patrimoine.
L'ancienne salle Jacques-Serre a quant à elle été transformée en cantine de l'école primaire.

### Patrimoine environnemental
- L'étang  de la Ginouze, d'une superficie de six hectares, situé au nord-est de la commune. Il est dévolu à la pêche, mais il est aussi possible d'y faire des randonnées. Le site était autrefois utilisé pour l'exploitation de graviers et de rejets de déchets ménagers, jusqu'à sa rénovation en 1990.
- Les prés dits du mas de Charron et ceux de La Palunette.

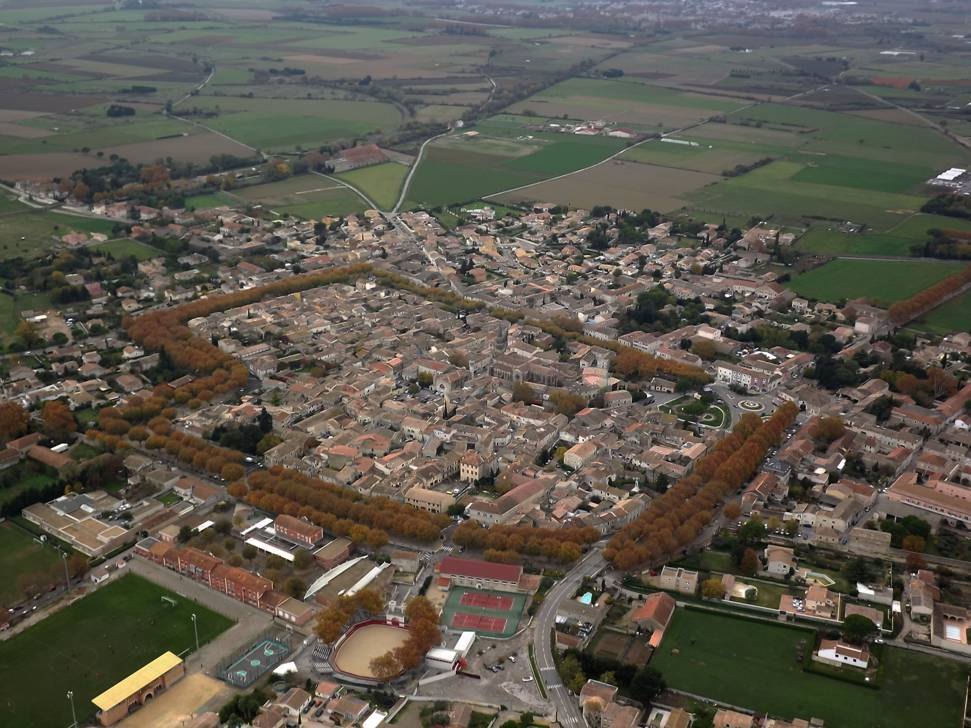
Vue aérienne.
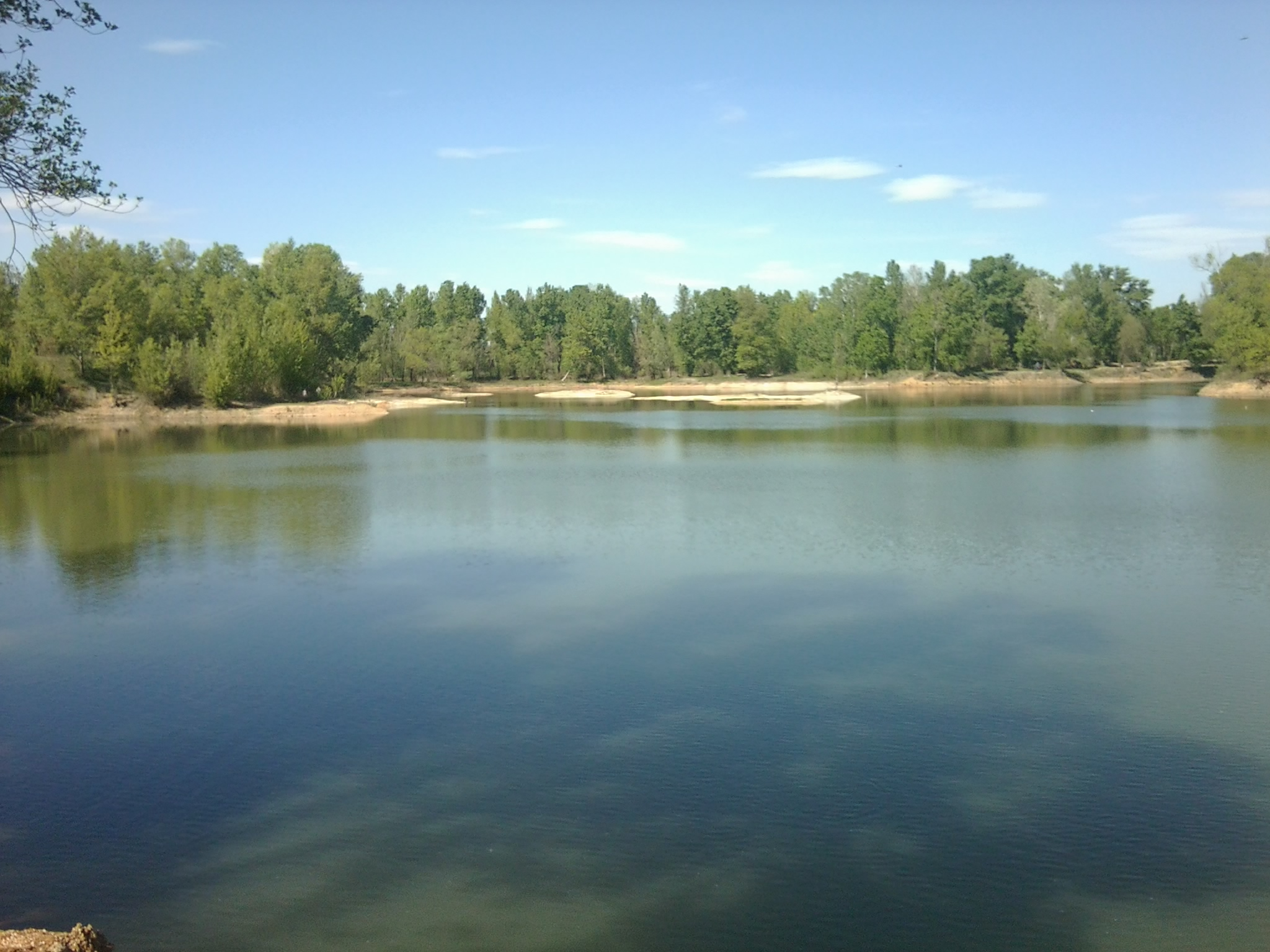
Étang de la Ginouze.
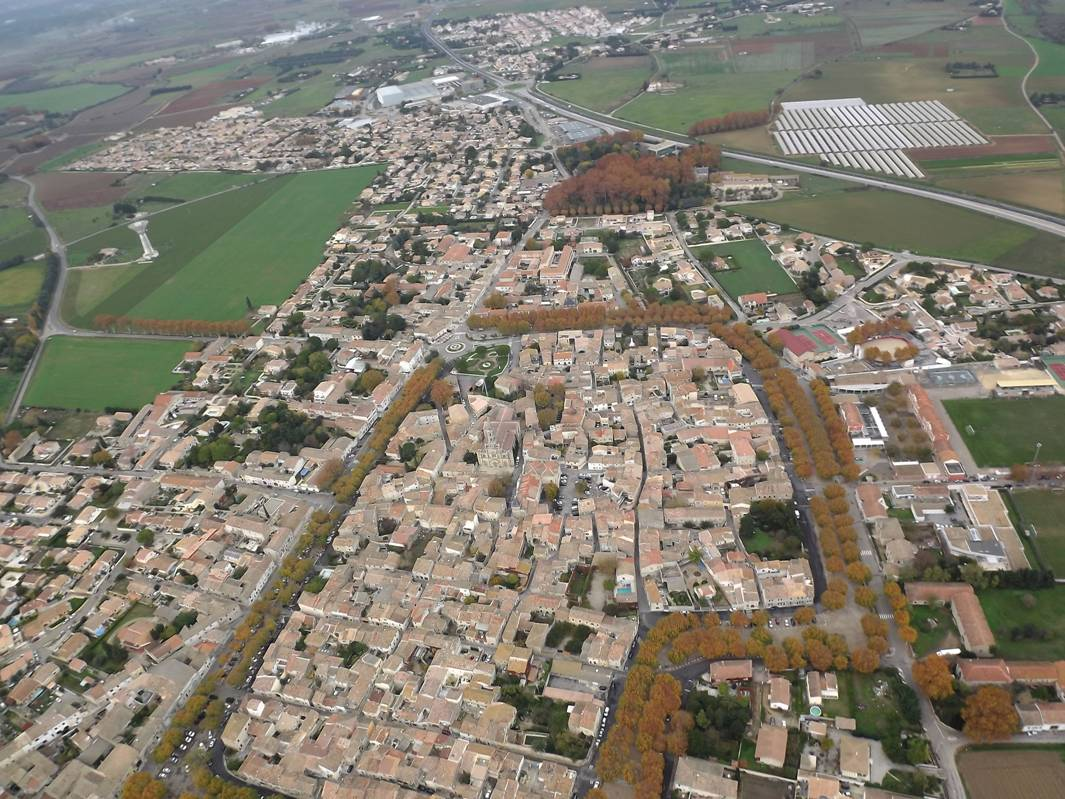
Vue aérienne.

### Personnalités liées à la commune

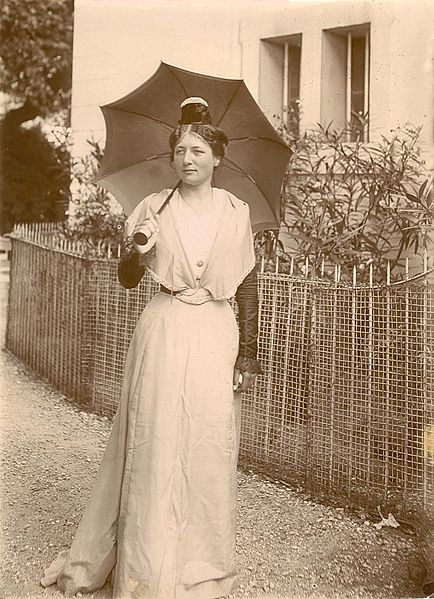
Fanfonne au mas de Praviel.

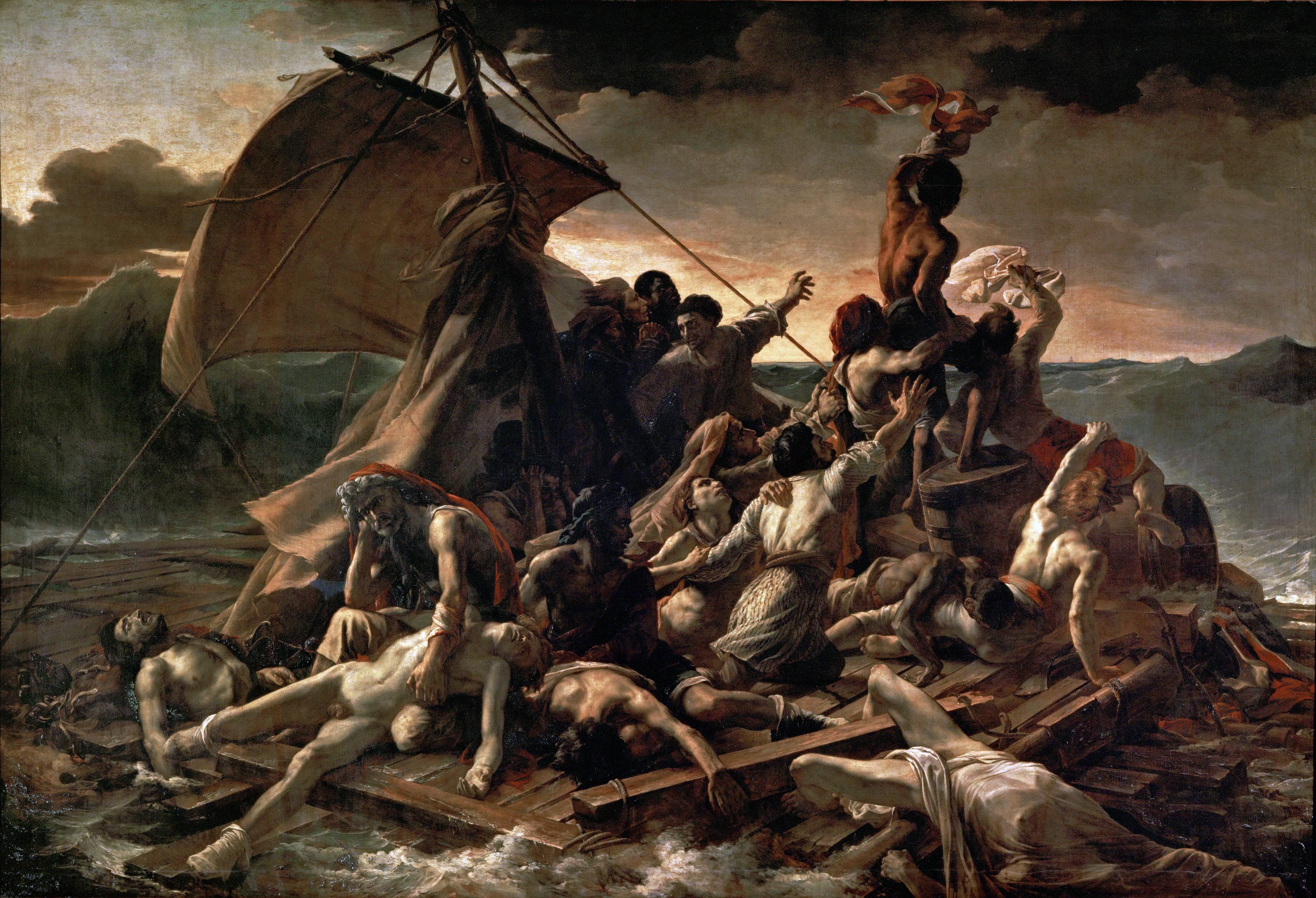
Le Radeau de la Méduse, de Géricault.

#### Mortes
- Georges de Coursule, baron de Saint-Rémy (1600-1673), officier des troupes de Henri II de Montmorency, s'établit à Aimargues en 1626, au mas Saint-Rémy. Il était le cousin de Charles de La Vieuville, principal ministre de Louis XIII avant Richelieu. Sa fille, Gabrielle, épousa Jean de La Croix de Castrie, seigneur de Candilhargues.
- Pierre Melchior d'Azémar (ou d'Adhémar) (1740-1821), préfet du Var finit sa vie au château de Teillan.
- Pierre Melchior d'Azémar (ou d'Adhémar) (1740-1821), préfet du Var.
- Louis-Étienne Ricard (1740-1814), homme politique, habita au mas de Bord.
- Jean-César Vincens-Plauchut (1755-1801), homme politique de la Révolution, a vécu à Aimargues.
- Jean-René de Jouenne d'Esgrigny (1770-?), militaire, domicilié à Aimargues.
- François Joseph Pamphile de Lacroix (1774-1841), général français né à Aimargues. Son nom est gravé sous l’arc de triomphe de l'Étoile, à Paris.
- François-Isidore de Ricard (1779-1849), fils de Louis-Étienne, homme politique sous la Restauration et la monarchie de Juillet.
- Paulin d'Anglas de Praviel (1793-1872), l'ultime survivant de l'épisode du fameux vaisseau de la Méduse, inhumé au cimetière d'Aimargues selon ses dernières volontés. Sa tombe a été remise en valeur en 2008.
- Charles de Surville (1803-1868), homme politique qui était de la famille du maire Maurice de Cray et qui possédait le mas de Bord.
- Henri de Bornier (1825-1901), de la famille de Bornier, dramaturge, poète, romancier et critique théâtral, a vécu au mas de Bornier[175],[176],[177].
- Paul Ménard-Dorian (1846-1907), homme politique, a vécu au mas de Malherbes.
- Paul Doumergue (1859-1930), pasteur et théologien réformé, installé au mas de Saint-Michel.
- Julien Massip (1865-1927), pasteur protestant, mort dans la commune.
- Pauline Ménard-Dorian (1870-1941), fille du précédent, femme de lettres, a vécu au mas de Malherbes.
- Ambroise Boudin (1874-1965), torero, né dans la commune.
- Jean Joujou (1879-1961), membre du groupe anarchiste, maire d'Aimargues de 1908 à 1910.
- Paul Roussenq (1885-1949), militant anarchiste, a vécu à Aimargues, accueilli au sein du groupe anarchiste.
- Fanfonne Guillierme (1895-1989), grande manadière qui vécut au mas de Praviel.
- Gaston Bêchard (1900-1945), professeur, militant socialiste, syndicaliste, adjoint au maire de Montceau-les-Mines, mort en déportation à Mauthausen.
- Joseph Chatellier (1901-1985), militant du groupe anarchiste, il se rapproche des communistes est élu maire après la Libération en mai 1945. Il le reste jusqu'en 1963.
- Muse Dalbray (1903-1998) et son compagnon Tristan Sévère (1904-1974), acteurs, hébergés à Aimargues durant la Seconde Guerre mondiale.
- Annette Cadier (1907-2013[178]), née Warnery, épouse du pasteur Jean Cadier, cavalière aux côtés de Fanfonne Guillierme, ambulancière durant la Seconde Guerre mondiale, centenaire, ayant vécu au mas de Rieutord[179].
- Jean Jourdan, dit Chocho (1908-1986), militant anarchiste, président informel puis secrétaire du Comité de Libération, est né à Aimargues. Leader principal du groupe anarchiste d'Aimargues, il eut pour frère aîné Paul Jourdan.
- Élisée Perrier (1913-1992), militant anarchiste, frère cadet de Paul (1908-1944), mort en déportation.
- Michel Stahl (1914-1989), résistant durant la Seconde Guerre mondiale, compagnon de la Libération, pasteur de l'Église réformée, mort à Aimargues.
- Gabriel Gilly (1918-2006), haut fonctionnaire, né à Aimargues.
- Pierre Torreilles (1921-2005), écrivain, poète, éditeur, fondateur de la librairie Sauramps, né à Aimargues.
- Pierre Parsus (1921-2022), artiste peintre, sculpteur et illustrateur, installé à Aimargues pendant 5 mois en 1952, chez Bernard Kruger, au domaine de Saint-Michel[180].
- Jacques Duntze (1922-1995), aviateur et résistant français, né à Aimargues.
- Jean Lafont (1922-2017), manadier, ayant vécu à Aimargues.
- Léopold Dupont (1924-2010), footballeur, raseteur, puis tourneur notamment de Jacky Siméon, et dont les arènes d'Aimargues portent le nom.
- Gérard Fromanger (1939-2021), artiste peintre, a conçu, en 1979, plusieurs de ses œuvres à Aimargues[181].
- Michel Falguières (1949-2018), écrivain, enseignant retraité, a enseigné à Aimargues avant de s'installer à l'étranger.

#### Vivantes
- René Escudié (1941), écrivain, établi à Aimargues.
- Claude Sigala (1942), éducateur, créateur en 1976[182], puis directeur du Coral, principal protagoniste de l'affaire du Coral.
- Jean-François Galéa (1944), artiste peintre, qui a établi son atelier à Aimargues- Médaille d'Or section Peinture-Société des Artistes Français Paris.
- Philippe Chareyre (1946), historien, originaire de la commune et auteur de travaux à son propos.
- Gabriel Brun (1951), poète, né à Aimargues.
- Thierry Félix (1969), raseteur puis manadier, possède la manade Félix à Aimargues.
- Laurent Pit (1977), ancien enseignant, comédien, a grandi à Aimargues.
- Jean-Mathieu Descamps (1983), joueur de football, entraîneur du SOA[183].

### Cinéma
Un cinéma, L'Éden, apparaît boulevard des Lices vers 1925. Il comporte 250, puis 288 places à partir des années 1940. Il ferme ses portes vers 1978.
Par ailleurs, les rues et bâtiments d'Aimargues ont plusieurs fois servi de décor au tournage de scènes de films et de téléfilms :
- 1946 : Le Gardian de Jean de Marguenat avec Tino Rossi, Lilia Vetti, Loleh Bellon, Catherine Fonteney ;
- 1995 : Visiblement je vous aime de Jean-Michel Carré avec Denis Lavant, Dominique Frot, Vanessa Guedj ;
- 2014 : N'importe qui de Raphaël Frydman avec Franc Bruneau, Nicole Ferroni, Rémi Gaillard, Quentin Jodar, Alban Ivanov, Sylvain Katan, Brigitte Moati, Grégory Nardella, Patrick Raynal ;
- 2019 : Le Rond-Point de la colère, évoquant le mouvement des Gilets jaunes dans la commune. Réal. Pierre Carles, Olivier Guérin, Clara Menais, Bérénice Meinsohn, Laure Pradal et Ludovic Raynaud ; Un autre son de cloche ; 59 min[188].

## Héraldique
| Blason de Aimargues | Blason  | Coupé d'azur et d'argent à la croix latine haussée d'or posée en bande brochant sur la partition. |
| Blason de Aimargues | Détails | Aimargues possède la même devise que Paris, Fluctuat nec mergitur, que l'on peut traduire en français par « Elle est battue par les flots, mais ne sombre pas », au féminin en référence aux armoiries de la ville : d'azur, à la rivière d'argent, ombrée d'azur, sur laquelle est une croix flottant à dextre de sable. |

## Pour approfondir

#### Travaux universitaires
- Annie Maurette (sous la dir. de ?), Aimargues : vie politique, économique et sociale de la fin du XIIIe siècle à la fin du XIVe siècle (mémoire de maîtrise), université de Montpellier, 1971 (présentation en ligne)
- Philippe Chareyre (sous la dir. de Jean Boisset et Joël Fouilleron), Extension et limites du dimorphisme social et religieux en Bas-Languedoc : Aimargues (mémoire de maîtrise), université Montpellier-III, 1978 (SUDOC 203764811)
- « Une villette : Aimargues », dans Nathalie Agamis (sous la dir. d'Arlette Jouanna), Familles de Petite Camargue au XVIIIe siècle : catholiques et protestants à Aimargues, Le Cailar et Saint-Laurent-d'Aigouze (thèse de doctorat), université Montpellier-III, 2000 (SUDOC 053031628), p. 101-110
- Pauline Cazalis (sous la dir. de Frédéric Rousseau), L'Anarchisme entre lutte sociale et prise de pouvoir : Aimargues (1900-1951) (mémoire de maîtrise en histoire), université Montpellier-III, 2001, 185 p. (présentation en ligne)

#### Dans la littérature
- Henri de Bornier, À M. Lempereur, curé d'Aimargues : poésie pour la pose de la première pierre de la nouvelle église d'Aimargues, Paris, Bourdier, 1863, 4 p. (lire sur Wikisource)
- Cantate pour la translation des reliques de Sainte Artimidora, Nimes, Soustelle, 1865, 3 p.
- Souvenir de la fête réparatrice d'Aimargues : 25 avril 1897, Nimes, Lafare frères, 1897, 23 p. (lire en ligne)
- Pierre Afflatet, Évocations pastorales, Nîmes, Notre-Dame, 1949, 104 p.
- Yves Fages, Contes de l'Espiguette, Uzès, La Capitelle, 1964, 129 p., « D'Aimargues à Saint-Laurent-d'Aigouze »
- Raoul Bonfort, Arc-en-ciel, Nîmes, Christian Lacour, 1995, 112 p.  — poème sur Aimargues p. 25
- (oc-provenc) Gabriel Brun (préf. Marie-Noële Dupuis), Lesco de vido : la fermo dóu Pichot Berci : recuei d'escri prouvençau, Aigues-Mortes, chez l'auteur, 2009, 126 p. (SUDOC 134011112)

#### Archives
- Les archives municipales, dont une partie est numérisée[190],[191].